# Olivetti
Olivetti S.p.A. è una società italiana operante nel settore dell'informatica, che in passato è stata una delle più importanti aziende al mondo nel campo delle macchine per scrivere, da calcolo e dell'elettronica. È interamente controllata da TIM S.p.A.
Tra i suoi primati più significativi vi sono la Divisumma 14, l'Elea 9003 e la Programma 101: la Divisumma 14 è stata la prima calcolatrice elettromeccanica al mondo in grado di svolgere tutte e quattro le operazioni e stampare il risultato, l'Elea è uno dei primi calcolatori completamente a transistori. La Programma 101 è stata il primo desktop computer programmabile.
A partire dal 2020 la società si è focalizzata sulle soluzioni IoT e sull'analisi dei big data.

## Storia

### Periodo 1908-1932: Camillo Olivetti

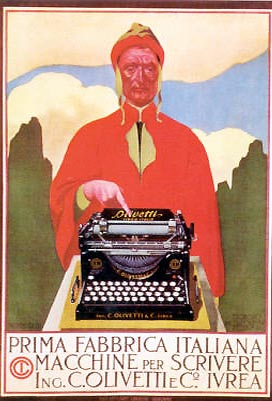
Primo manifesto della macchina per scrivere Olivetti M1

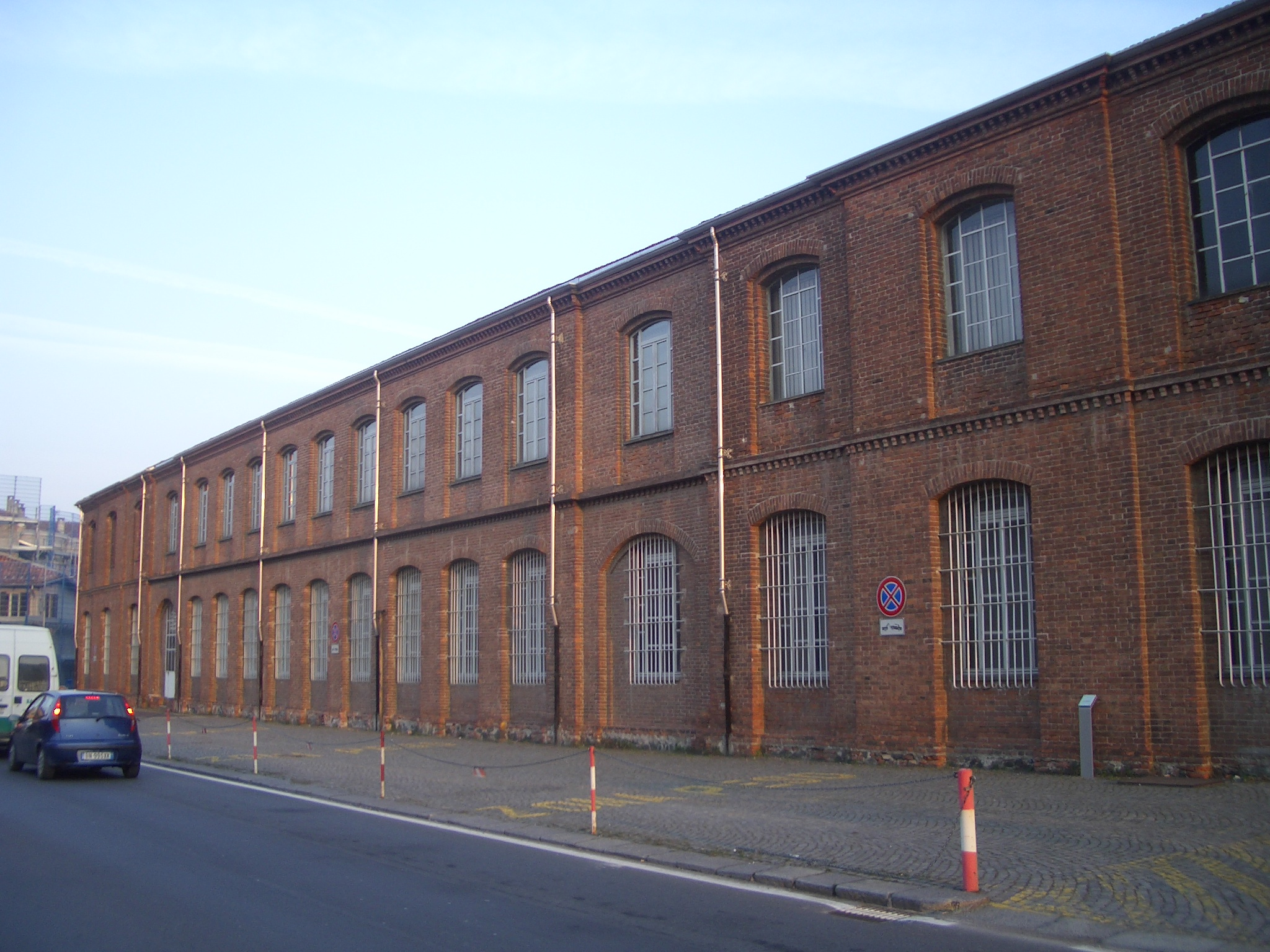
La storica fabbrica in mattoni rossi: "prima fabbrica nazionale di macchine per scrivere".

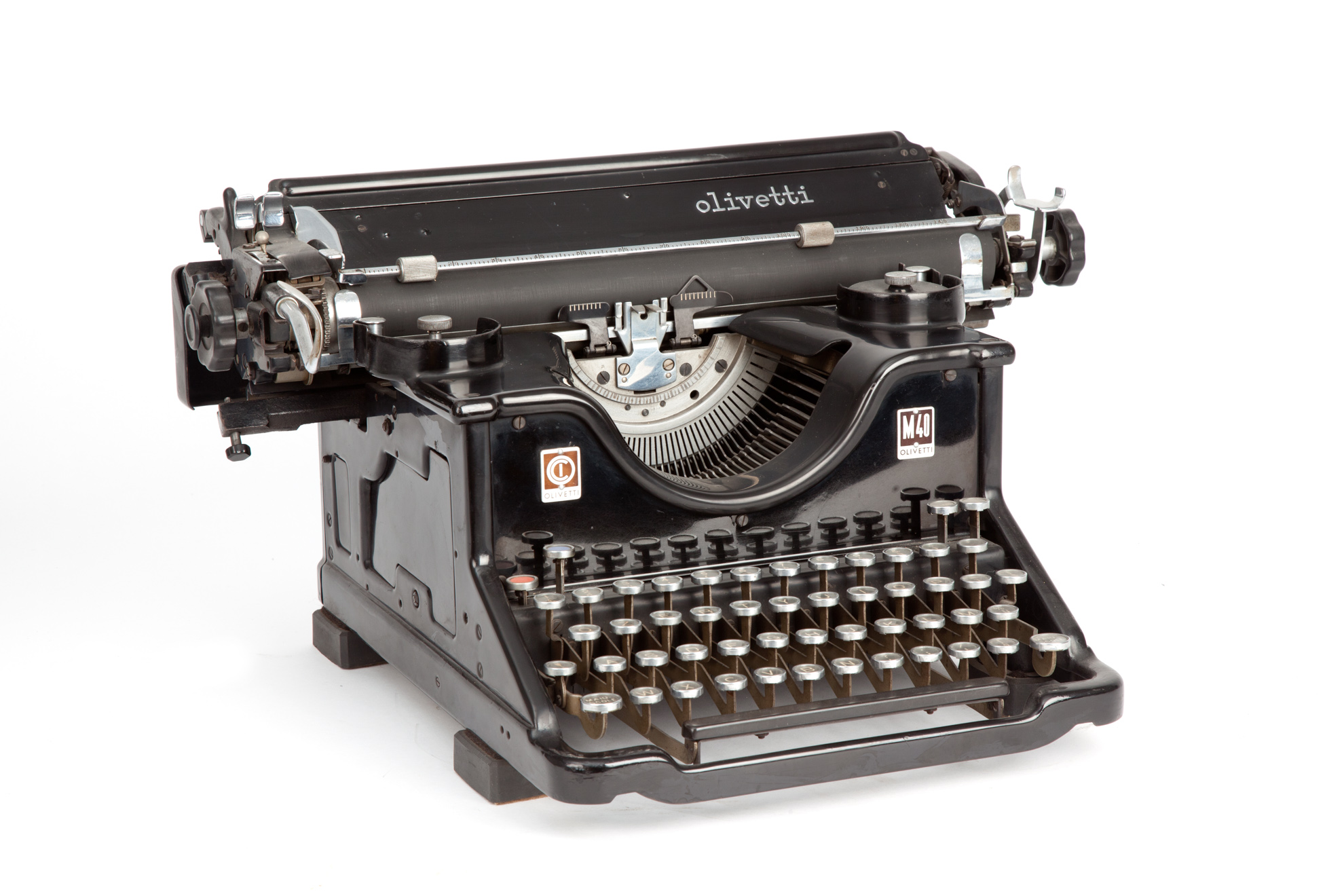
Macchina per scrivere Olivetti M40 II versione, progettata da Camillo Olivetti con Gino Levi Martinoli e prodotta tra il 1938-1946 in 240000 esemplari (Museo nazionale della scienza e della tecnologia Leonardo da Vinci di Milano).

Il capitale sociale iniziale fu di 350 000 lire, Camillo vi partecipò con 220 000 lire costituite dal valore di alcuni terreni e di un fabbricato industriale che ospitava la C.G.S, fabbrica di strumenti di misura elettrici, fondata precedentemente dallo stesso Camillo. Gli altri azionisti erano amici e parenti, le modeste somme dei quali servirono ad acquistare i primi torni automatici Brown&Sharpe e le prime fresatrici, che vennero scelte durante un viaggio negli Stati Uniti d'America poco dopo la fondazione.
Sul tetto della fabbrica a due piani in mattoni rossi venne affisso un cartellone, grande quasi quanto il lato est dell'edificio, che riportava la scritta: ING. C. OLIVETTI & C. PRIMA FABBRICA NAZIONALE MACCHINE PER SCRIVERE. Al tempo, la campagna separava ancora la città di Ivrea dalla fabbrica, mentre il Canavese era stato fino ad allora una zona con tradizioni unicamente agricole e artigiane.
La Fiat a Torino era nata 10 anni prima e contava appena 50 operai, Camillo aveva 4 ragazzi inesperti ai quali insegnava di persona elementi di meccanica, aritmetica e tecniche di costruzione. A capo del gruppo vi era Domenico Burzio, figlio di un operaio fucinatore, lavoro che egli stesso eseguì fin dall'età di 13 anni. La sua carriera scolastica si concluse in seconda elementare su consiglio dell'insegnante, successivamente lavorò al mantice, in una fucina dove si costruivano i torchi per l'uva e lì rimase fino al 1895 quando l'ing. Camillo Olivetti lo assunse nella sua fabbrica. Ottenuto il brevetto di conduttore di caldaie, Burzio entrò nel 1896 a far parte della C.G.S. e dopo pochi mesi fu messo a capo del gruppo di operai che lavorava alla costruzione di strumenti elettrici di misura.
In quel periodo la C.G.S venne trasferita a Milano e fu Burzio a gestire e sorvegliare il trasferimento dei macchinari, del personale e delle attrezzature. Nel 1909 tornò a Ivrea quale direttore tecnico dello stabilimento dove Camillo aveva iniziato la fabbricazione delle macchine per scrivere.

### Periodo 1932-1960: Adriano Olivetti e le officine meccaniche

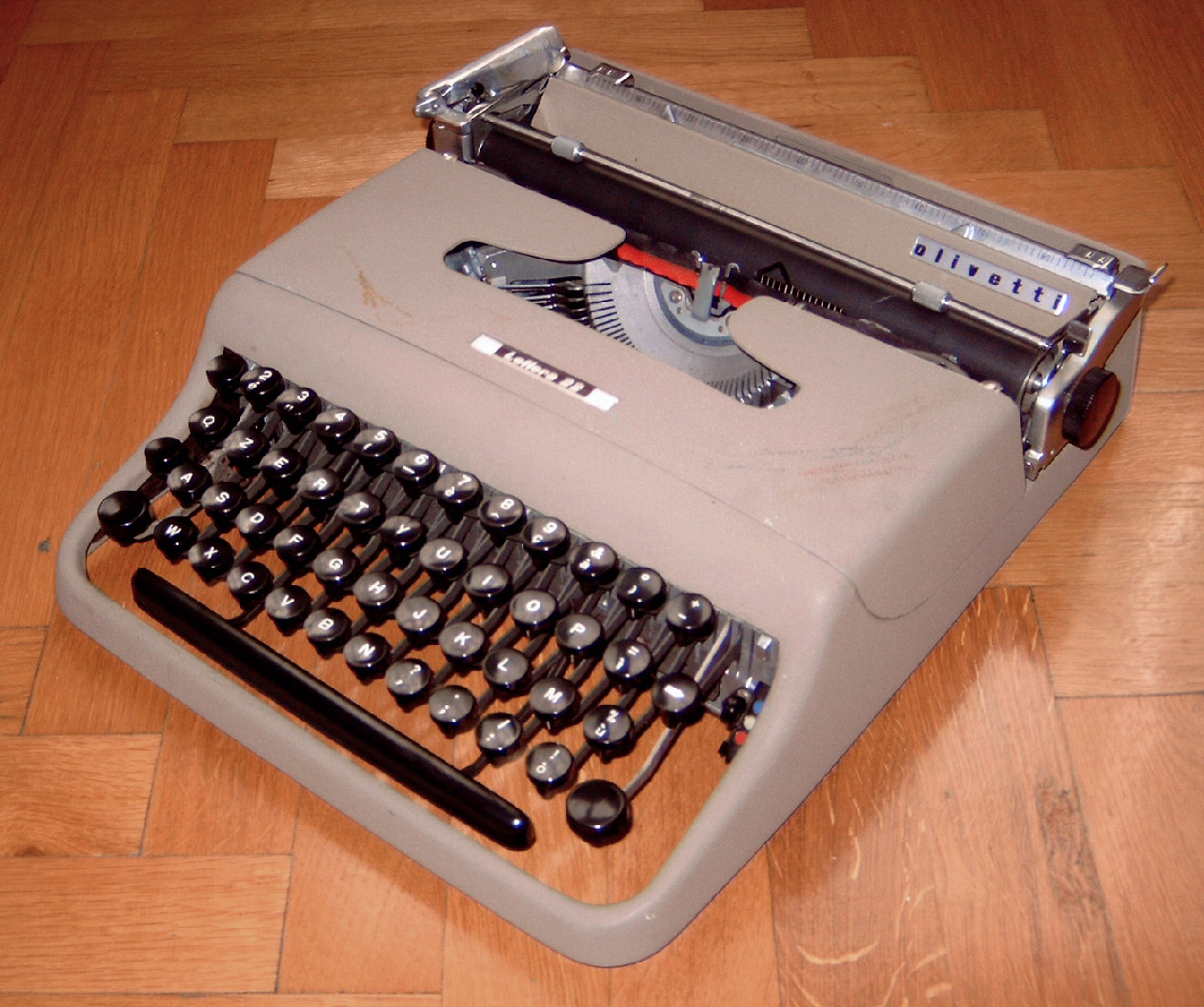
Macchina per scrivere Lettera 22 progetta da Giuseppe Beccio con il designer Marcello Nizzoli e prodotta tra il 1950 e il 1963

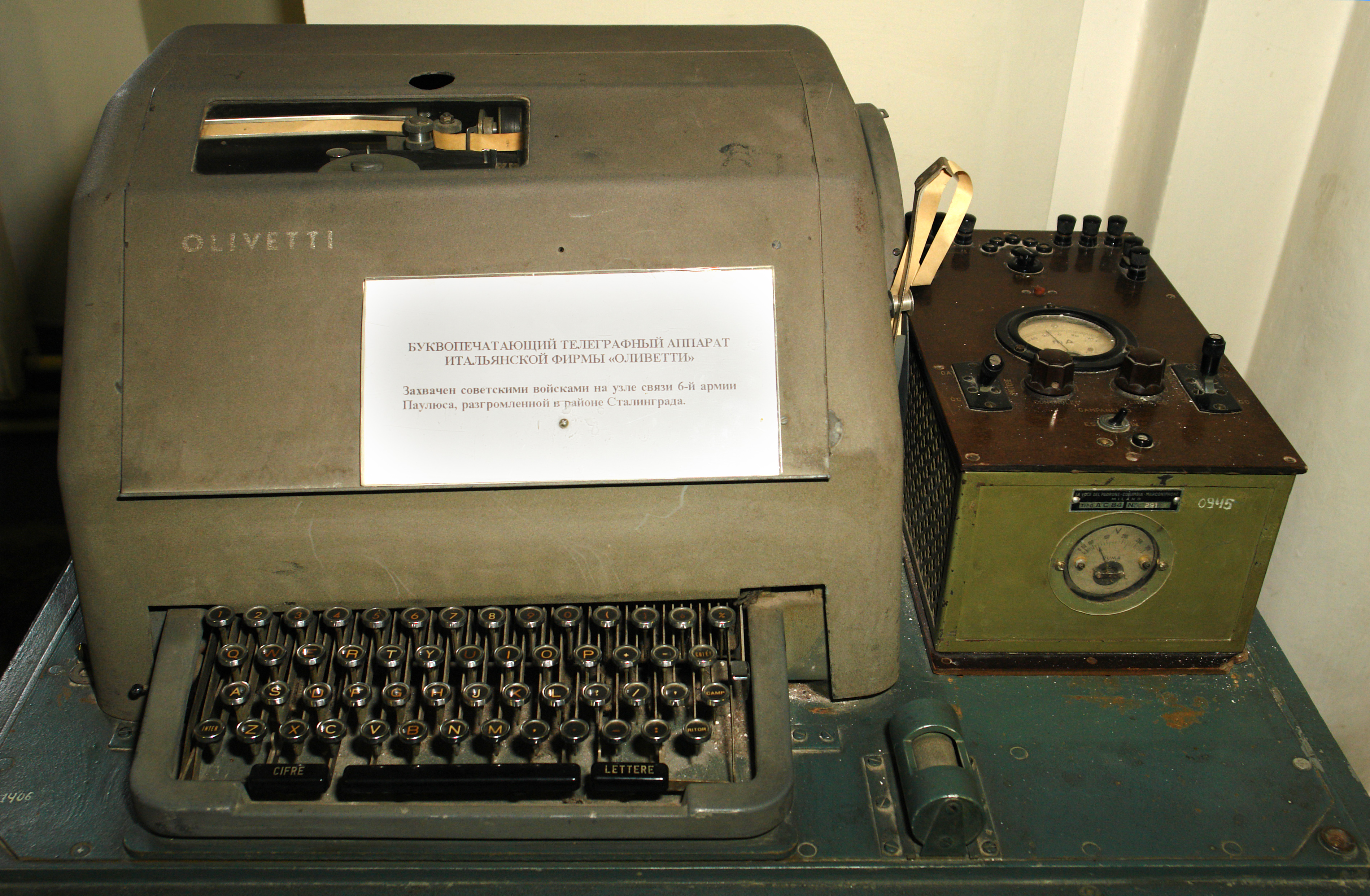
Telescrivente Olivetti T1 Tipo AC.84 no.291

Sotto la guida di Adriano Olivetti, figlio di Camillo, divenuto direttore della Società Olivetti nel 1932 e presidente nel 1938, nel 1940 comparve la prima addizionatrice Olivetti, seguita nel 1945 dalla Divisumma 14, la prima calcolatrice scrivente al mondo in grado di eseguire le quattro operazioni. Venne inventata da Natale Capellaro.  Esce in quegli anni anche la macchina per scrivere standard da ufficio Lexikon 80 (designer Nizzoli, progettista Beccio). Poco dopo, nel 1950, uscì la macchina per scrivere portatile Lettera 22, capolavoro di Nizzoli, con la quale si riscattava più che ampiamente, sul piano commerciale e di prestigio nel mondo, quella portatile MP1 che nel 1932 si era dimostrata prematura. Nel 1959 Olivetti sviluppò l'Elea 9003, uno dei primi mainframe computer transistorizzati, concepito da un piccolo gruppo di ricercatori guidati da Mario Tchou e prodotto nello stabilimento appositamente dedicato di Borgolombardo, una frazione di San Giuliano Milanese lungo la via Emilia.
Fu negli anni sessanta che l'azienda conobbe la massima espansione sui mercati mondiali. In aziende, banche e uffici postali italiani erano presenti una macchina contabile chiamata Audit e una fatturatrice chiamata Mercator. Ma soprattutto nelle attività commerciali di ogni livello era solitamente presente la macchina da calcolo Divisumma 24. Quest'ultima venne prodotta in milioni di esemplari e venduta a un prezzo pari a circa 10 volte il costo di produzione, assicurando enormi profitti all'azienda. Un progetto successivo Logos 27/1/2/3 (in codice MC27), fu la massima e ultima espressione della tecnologia meccanica applicata al calcolo (900 cicli al minuto), un progetto ambizioso volto al rilancio della meccanica, ma che si rivelò molto costoso in termini economici.
In quel periodo, l'elevata qualità dei prodotti meccanici era garantita dal sistema organizzativo adottato sulle catene di montaggio. Il manufatto, dalla prima fase di impostazione fino alla fase finale di imballo dopo molte ore di "stagionatura" per i prodotti elettrici, era seguito da due enti autonomi e in competizione tra loro, il primo definito "montaggio", costituito da operai, operatore, caporeparto, segretaria e schedarista, era addetto all'assemblaggio del manufatto, il secondo, definito "controllo", strutturato in modo identico, aveva il compito di controllare dopo un certo numero di fasi di lavorazione, se le tolleranze di accoppiamento dei cinematismi fino ad allora assemblati, regolati e lubrificati, rientravano nei valori di tolleranza previsti dalle norme di montaggio: nel caso in cui una sola regolazione risultasse fuori tolleranza o mancasse la lubrificazione in un punto, la macchina veniva scartata e rispedita alla fase di lavorazione responsabile del difetto. Ogni macchina era accompagnata da una scheda in cui l'operaio apportava la firma nella casella relativa alla propria fase di lavorazione. Per macchine complesse, ad esempio la Tetractys-CR con carrello tabulatore, erano necessarie oltre trenta fasi di lavorazione, ciascuna con tempi di 5-8 minuti. Durante la sua ascesa, la ditta Olivetti inglobò altre aziende italiane produttrici di macchine per scrivere come la Società Anonima Invicta nel 1950 (sotto il controllo della Olivetti dal 1938) e la Serio di Crema nel 1969
Negli stessi anni, nella nuova sede di 7300 metri quadrati coperti della filiale O.M.O. (Officine Meccaniche Olivetti), fondata nel 1926 e ubicata in località San Bernardo d'Ivrea (4 km da Ivrea), furono in produzione varie macchine utensili, fra queste, due fresatrici a controllo numerico, la Auctor e la Horizon (quest'ultima avente un peso di 17 tonnellate e un magazzino di 48 utensili), l'azienda poté essere in concorrenza sul mercato mondiale. La Olivetti si consolidò così a livello nazionale e internazionale, e raggiunse il numero di 24.000 dipendenti.

### Periodo 1960-1964: Roberto Olivetti
La morte di Adriano nel 1960 portò alla direzione dell'azienda il figlio di questi, Roberto, insieme al cugino Camillo. Roberto, in azienda dal 1955, aveva aiutato sempre di più il padre nella conduzione dell'azienda di famiglia. Con 50.000 dipendenti nel 1955, e l'ulteriore ingrandimento dovuto all'acquisizione nel 1963 dell'americana Underwood Typewriter Company, l'Olivetti divenne un colosso industriale internazionale.
Tuttavia, la gestione di questo colosso risultò difficoltosa sin dall'inizio e ciò, unito alla stagnazione del mercato, portò la famiglia Olivetti a prendere la decisione di aprirsi a nuovi soci. Infatti, alla morte di Adriano venne in luce la fragilità gestionale dell'azienda, le cui azioni erano per il 70% in possesso degli eredi del capostipite, Camillo, che a loro volta erano suddivisi in sei rami familiari tra i quali "la concordia e la solidarietà non erano le virtù principali". La restante parte delle azioni era suddivisa tra i dirigenti dell'azienda e persone in qualche modo legate alla famiglia Olivetti.
I soci che poco dopo il 1960 entrano nel capitale Olivetti furono la Fiat, la banca IMI, la Centrale, Mediobanca (allora statale come IMI) e Pirelli. Emblematica la dichiarazione di Vittorio Valletta (persona notoriamente legata a Mediobanca) all'assemblea di entrata della Fiat nel capitale Olivetti del 30 aprile del 1964: 
(Vittorio Valletta, in La Storia siamo noi - Adriano Olivetti)
Il nuovo management, pertanto, puntò tutto sul lancio della nuova Logos 27, una calcolatrice ancora della tradizionale tecnologia meccanica di Olivetti. Tuttavia, questo prodotto non fu in grado di reggere la competizione con le prime calcolatrici elettroniche prodotte da aziende giapponesi e tanto meno con un prodotto elettronico della stessa Olivetti che risulterà rivoluzionario, la Programma 101, primo personal computer vero e proprio al mondo, progettato in Olivetti da Pier Giorgio Perotto proprio appena prima del periodo di transizione della vendita della Divisione Elettronica, e presentato, anche grazie al supporto di Roberto Olivetti stesso e di una parte del management (oltre alla determinazione e lucidità dello stesso Perotto), insieme alla Logos 27 alla Mostra internazionale dell’Associazione produttori di macchine per ufficio (BEMA) di New York dell'ottobre del 1965. Nel grandioso stand allestito per la Logos, la P101 venne relegata in una saletta di fondo, ma appena i visitatori la notarono, essi entrarono massicciamente nella stanza per osservare il prodotto. Nei giorni seguenti, il personale dello stand dovette improvvisare un servizio d'ordine per regolare l'imprevisto afflusso di visitatori, dato che molte persone erano rimaste stupefatte dalle caratteristiche del macchinario, in quanto permetteva di eseguire operazioni piuttosto complesse per il tempo occupando uno spazio ridotto (poteva stare sopra una scrivania, pur dando la possibilità di registrare ed eseguire programmi completi, come i grandi calcolatori dell'epoca). Tutto ciò fu possibile grazie ai progressi effettuati dall'Olivetti nell'ambito dell'elettronica. Il primo acquirente della P101 fu la rete televisiva NBC, 5 esemplari per computare i risultati elettorali da fornire ai propri telespettatori. È stata anche utilizzata dalla NASA in occasione della missione Apollo 11.

### Periodo 1964-1978: I nuovi azionisti

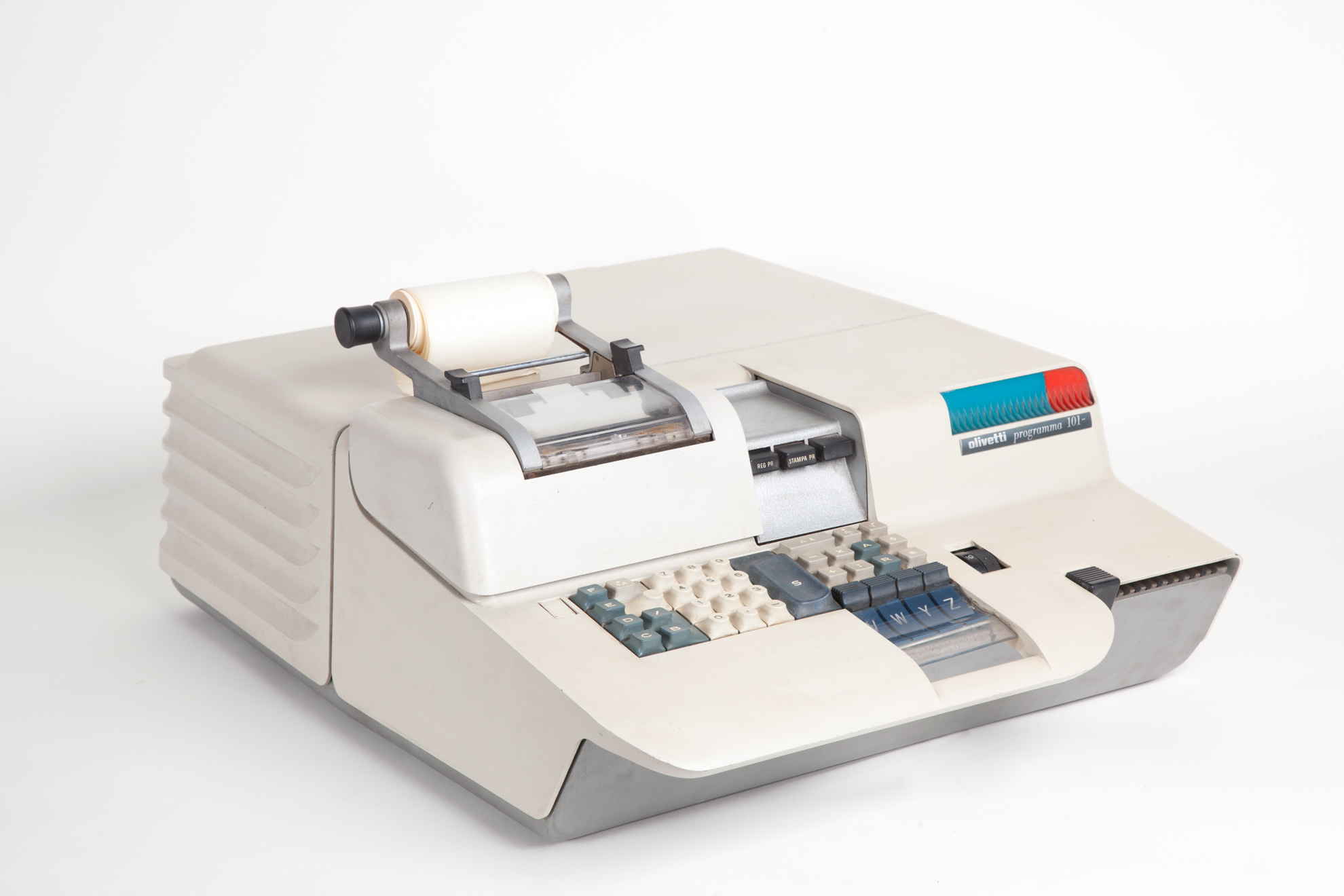
Programma 101, 1965 (esemplare esposto al Museo nazionale della scienza e della tecnologia Leonardo da Vinci di Milano).

Con l'entrata dei nuovi azionisti il ruolo fin qui svolto dalla famiglia Olivetti nella costruzione del gruppo Olivetti diventò sempre più marginale anche se ancora per alcuni anni il suo ruolo rimarrà centrale.
Il problema dell'Olivetti sull'ipotesi di virare decisamente sull'elettronica era legato al fatto che, nonostante essa detenesse il 25% del mercato italiano dei calcolatori grazie al suo Elea 9003, la maggior parte di banche, industrie e pubblica amministrazione continuava ad acquistare prodotti americani. 
Pertanto, il CdA di Olivetti decise, nel 1964, di vendere la Divisione Elettronica Olivetti a General Electric (formalmente venne costituita una joint venture, Olivetti General Electric, detenuta al 75% da GE). Questa situazione non creò le condizioni perché la proprietà azienda puntasse decisamente su essa. Tuttavia, l'ing. Perotto, riuscì ugualmente a ultimare il progetto della P101, una calcolatrice elettronica, grazie al coinvolgimento di Roberto Olivetti e parte del management: tale lancio si rivelò un successo commerciale già dall'inizio, nel 1965 che rilevò l'apertura di un mercato totalmente nuovo, al punto da continuare a creare perplessità e difficoltà all'interno della Olivetti stessa. Nel 1967, Roberto divenne Amministratore Delegato dell'Olivetti, mentre Perotto, divenuto al suo posto, sempre nel 1967, direttore della Ricerca e Sviluppo, continuò ancora per un decennio a lavorare sui calcolatori portatili sull'onda del successo della sua P101.
Nel 1969 venne aperto lo stabilimento di Marcianise e nel 1970 quello di Harrisburg, portando così il numero dei dipendenti a quota 73.000. Tra il 1973 e il 1975 venne sviluppato il sistema operativo Cosmos.
Dopo l'uscita, a partire dal 1968, di alcuni modelli di personal computer prodotti dalla HP ispirati alla P101 e in diretta concorrenza con essa (il primo fu l'Hewlett-Packard 9100A), questo mercato conobbe una brusca accelerazione e si fece pressante la necessità di proporre un modello più evoluto di personal computer da parte di Olivetti. Solo nel 1971 vide la luce il modello successivo alla P101: la Olivetti P602.
Nell'aprile del 1975, alla fiera di Hannover, vennero presentati due nuovi personal computer Olivetti, il P6040 e il P6060, sempre ideati da Perotto: il primo era basato sul microprocessore intel 8080 (il che ne permetteva una dimensione ridotta rispetto al P6060), il secondo, con CPU ancora in tecnologia TTL, disponeva di stampante grafica e floppy disk incorporato (per la prima volta al mondo in un personal computer). Il marketing, tuttavia, non ne intuì le potenzialità e i prodotti ebbero scarso successo, a parte l'ambito europeo nel caso della P6060, in particolare in Germania.
Nel 1978 la Olivetti introdusse sul mercato, dopo due anni di gestazione, la ET 101, la prima macchina per scrivere elettronica al mondo. Nello stesso anno, Carlo De Benedetti assunse la guida di Olivetti diventandone il nuovo azionista di riferimento. Il lancio dell'ET 101 fu bene accolto dal mercato e si ebbe, finalmente, un nuovo pieno successo commerciale come era accaduto per la P101.

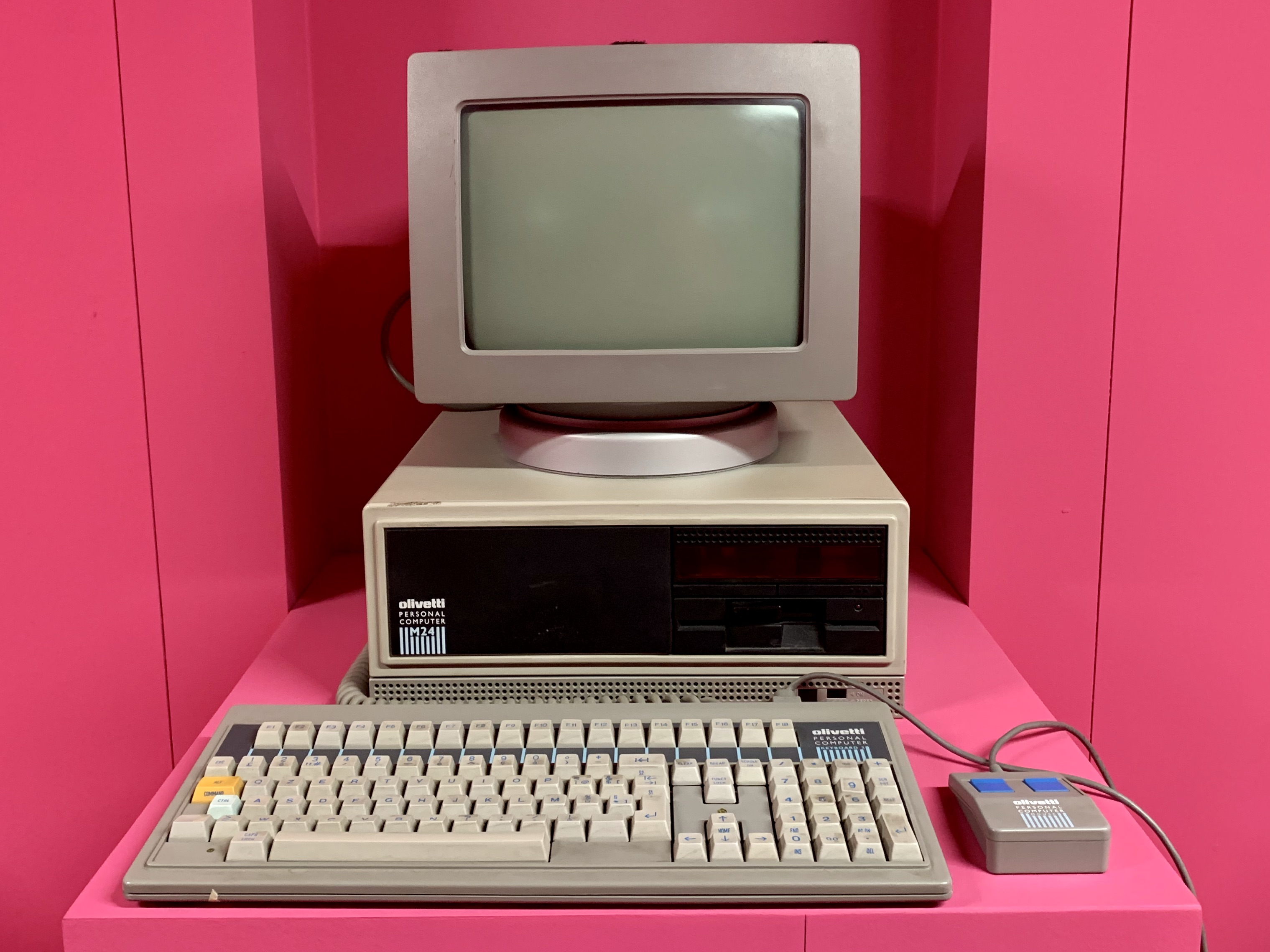
Olivetti M24

### Periodo 1978-1998: Carlo De Benedetti

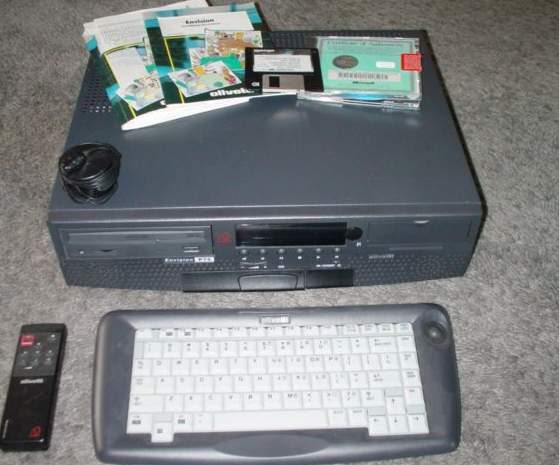
Olivetti Envision P75, venduto abbinato all'interfaccia grafica Olipilot.

1978: Carlo De Benedetti entrò in Olivetti come azionista di riferimento e ne diventò subito presidente. L'azienda al momento dell'entrata di De Benedetti possedeva una struttura poderosa e un nome rinomato, tuttavia era molto indebitata e con un futuro incerto. De Benedetti riuscì a porre le basi per un nuovo periodo di sviluppo, fondato sulla produzione di personal computer e sull'ampliamento ulteriore dei prodotti, che vide aggiungersi stampanti, telefax, fotocopiatrici e registratori di cassa.
1979: venne fondato a Cupertino, negli Stati Uniti d'America, l'Olivetti Advanced Technology Center (ATC), posizionato al numero 4 di Mariani Avenue, due isolati dalla sede della Apple, dove la divisione ricerche avanzate, sotto la direzione del fisico Umberto Pellegrini, progetta i chip LSI, usati dalla prima macchina per scrivere elettronica al mondo, la Olivetti ET 101 (in realtà progettata a Ivrea), il primo personal computer europeo Olivetti M20, e, in seguito, l'M24, il computer che ha avuto un enorme successo in seguito alla partnership con AT&T, che lo propose con un contenitore ambrato e il nome AT&T 6300.

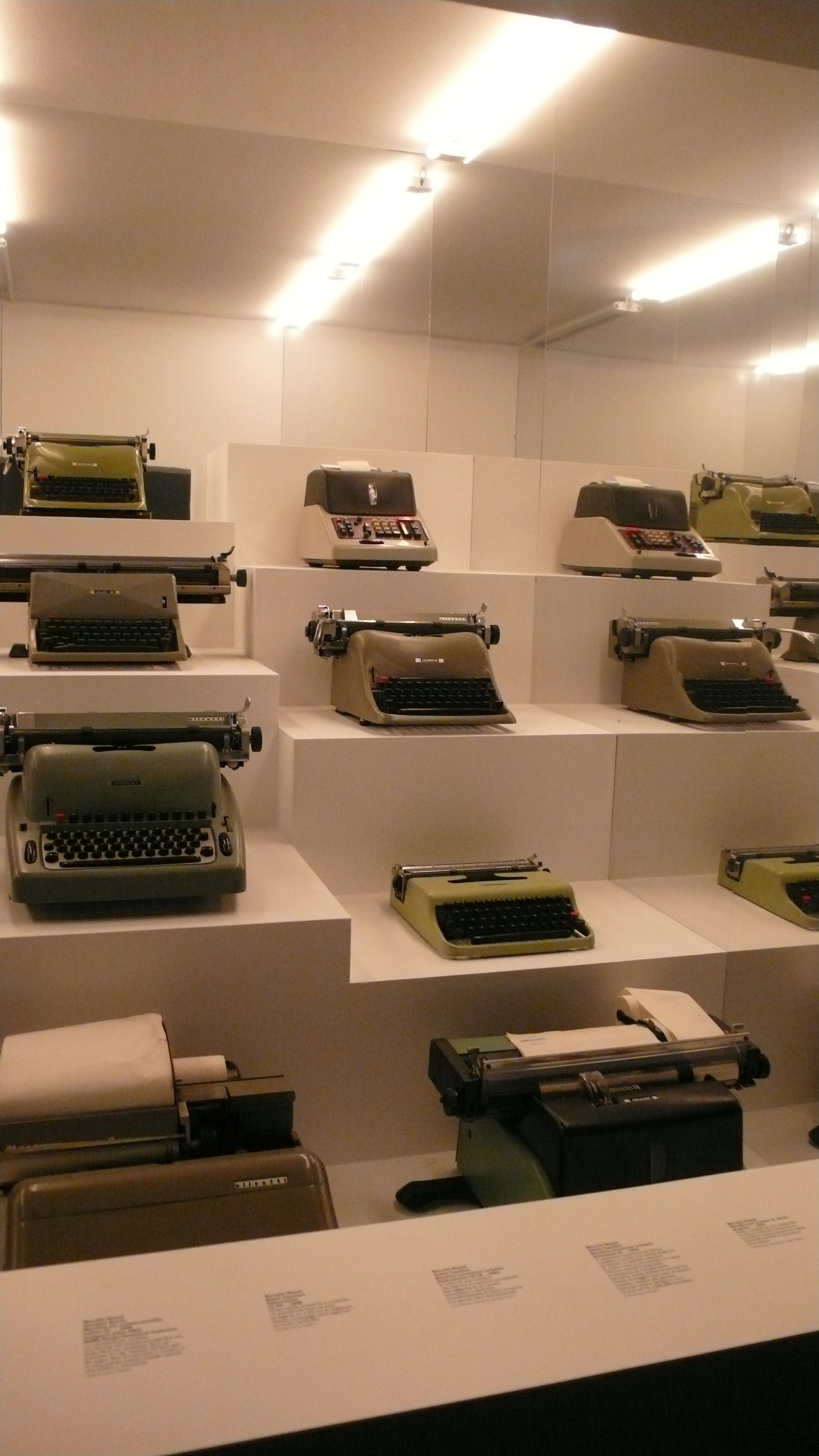
Macchine da scrivere Olivetti

1980-83: A partire dall'inizio degli anni ottanta l'Olivetti ritornò all'altezza della sua fama raggiungendo nuovamente il successo internazionale con diversi, validi prodotti. Fra questi vanno menzionati l'Olivetti M10 (1983), uno dei primi veri computer portatili, con alcuni programmi integrati e la capacità di collegarsi a computer remoti; l'Olivetti M20 (1983). Olivetti dovette adeguarsi mettendo in produzione, come fecero altre aziende, un computer clone del PC IBM, l'Olivetti M24 (1983) che, grazie agli accordi con l'americana AT&T, ebbe un successo di vendite notevolissimo.
1984: In questo anno la Olivetti inglobò l'inglese Acorn Computers, posizionandosi ancora meglio nel mercato internazionale.
1988-89: Grazie agli accordi con gli americani della AT&T l'Olivetti arrivò a diventare alla fine degli anni ottanta uno dei maggiori produttori di personal computer in Europa, con il 13% del mercato continentale e 280000 pezzi venduti nel 1986
Le potenzialità innovative dell'azienda, grazie anche all'esperienza acquisita nella meccanica fine, le permisero di intraprendere, unica società in Europa, il progetto, lo sviluppo e la produzione di hard disk da installare sui propri personal computer. La società era inoltre fornitrice delle telescriventi per la NATO. Contemporaneamente alla produzione di personal computer, su un'altra linea di produzione denominata "Linea 3000" venivano assemblati i minicomputer, macchine più potenti, dotate del microprocessore Motorola 68000.

Vecchio logo fino al 2006

19 giugno 1990: Olivetti, insieme a Lehman Brothers, Cellular Communications International Inc., Bell Atlantic International e Telia International, diede vita a Omnitel Sistemi Radiocellulari S.p.A. con l'obiettivo di entrare nel mercato europeo della telefonia mobile.
1991-1992: L'azienda entrò in una situazione di forte crisi industriale, generata dall'intensificarsi della competizione globale, dalla caduta dei prezzi e dei margini in tutta l'industria informatica mondiale, dalla debolezza del mercato europeo e, in particolare, di quello italiano. Dovette pertanto dare inizio a una lunga e onerosa ristrutturazione delle attività. Dopo aver fatto ricorso ad essa già nel 1991, il 29 gennaio 1992 la Olivetti avviò la procedura di cassa integrazione straordinaria per 2200 lavoratori in esubero negli stabilimenti di Ivrea, Pozzuoli e Crema.
1996: L'avventura di Carlo De Benedetti in Olivetti come presidente si concluse nel 1996, quando, a causa della grave crisi dell'azienda, egli decise di lasciarne la guida dopo 18 anni. Tuttavia rimase il principale azionista, pur mantenendo il ruolo di presidente onorario.
1996: Olivetti insieme a Bell Atlantic fondò Infostrada S.p.A., operatore di rete fissa. Tuttavia questa operazione non riuscì a risollevare Olivetti dalla sua profonda crisi.
1997: Il gruppo Olivetti vendette a gennaio l'Olivetti Personal Computers (OPC) di Scarmagno alla Piedmont International (in seguito questa parte di azienda Olivetti passò nelle nuove mani della ICS e in un successivo crac finanziario, nell'ultima incarnazione si chiamò Oliit, fallita in ultimo nel 2004). Lo Stabilimento Olivetti di Scarmagno restò per decenni in stato di abbandono. In maggio fu ceduta la Olivetti Synthesis, specializzata nella progettazione e realizzazione di mobili e arredi per ufficio. Il Gruppo stimò una perdita di 264,2 miliardi contro un bilancio in rosso di 350,2 del primo semestre 1996.
1998: Il gruppo Olivetti vendette per far cassa anche la Olivetti Solutions (Olsy) – la società di servizi informatici da 3,4 miliardi di dollari di fatturato con 11.970 dipendenti (al 31 dicembre 1997), un dato che assommava quasi la metà dell'intero numero di lavoratori – alla multinazionale Wang Labs che diventò Wang Global. In questo modo la Olivetti risanò la sua situazione economico-finanziaria e ritrovò la fiducia dei mercati finanziari internazionali. Alla fine di questo risanamento l'Olivetti risultò con un fatturato pari a un equivalente di 3,38 miliardi di euro e 15.402 addetti: se consideriamo gli 11.970 dipendenti ceduti a Wang, Olivetti nel 1997 aveva 26.059 dipendenti. Al termine di questa fase arrivò il cambio della guardia a livello azionario con Carlo De Benedetti che cedette il gruppo Olivetti Ricerca alla Getronics (giugno 1999) e dopo alterne vicende Getronics arrivò nel 2006 all'interno di Eunics, di proprietà di Eutelia S.p.A..

### L'OPA su Telecom Italia e la fusione Olivetti - Tecnost
A partire dal febbraio 1999 Olivetti attraverso la controllata Tecnost lanciò una offerta pubblica d'acquisto e scambio su Telecom Italia, riuscendo a ottenere nel giugno dello stesso anno il controllo della società, con una quota del 51,02%. L'Opas andò a buon fine nonostante la contrarietà di Bernabè, che considerava il documento del piano "lacunoso" e non conforme alla normativa vigente.
La somma con cui la scalata fu finanziata, complessivamente 61.000 miliardi di lire, venne ricevuta dalla Olivetti in prestito direttamente dalle banche e con obbligazioni della controllata Tecnost grazie anche all'emissione di nuove azioni per oltre 37 mila miliardi. Successivamente Tecnost venne fusa con Olivetti per accorciare la catena di controllo. A questo punto era Bell, una società con sede nel Lussemburgo, a controllare la catena con il 22% di Olivetti.
Sempre nel febbraio 1999, le partecipazioni in Omnitel (e con essa quasi tutto lo stabilimento produttivo di Ivrea) e Infostrada vennero cedute a Mannesmann per un totale di 14.750 miliardi di lire.

### Gli anni 2000 e l'incorporazione di Telecom
A giugno 2000 il principale azionista di Olivetti era Hopa con il 26%, controllata da Fingruppo Holding S.p.A. (32,59%), Nazionale Fiduciaria S.p.A. (6,29%), G.P. Finanziaria S.p.A. (3,62%), Omniaholding S.p.A. (3,15%), BC Com SA (2,53%) e Banco di Brescia (2,21%).
A giugno 2002 Olivetti S.p.A. ha incorporato Telecom Italia S.p.A., mutando però denominazione in Telecom Italia S.p.A., ottenendo un colosso da 54,61 miliardi di euro di fatturato e 129.063 dipendenti. La continuità del nome Olivetti è assicurata da Olivetti Tecnost (100% Telecom Italia) che poi diventerà semplicemente Olivetti.
Con una conferenza stampa del 29 giugno 2005 Telecom Italia annunciava di voler rilanciare Olivetti sul mercato dell'informatica, iniziando dal ripristino del marchio Olivetti, che era stato sostituito da Olivetti Tecnost. Con un investimento di 200 milioni di euro in 3 anni, l'azienda intendeva lanciare una serie di nuovi prodotti per l'ufficio e per la casa nel campo delle stampanti a getto d'inchiostro e dei dispositivi multifunzione (che riuniscono in sé le funzioni dello scanner, della stampante, della fotocopiatrice e, in alcuni casi, del fax). Nell'anno 2008 Olivetti festeggiò il centenario della sua fondazione, avvenuta nel 1908. Il 20 aprile 2011 riaprì, in collaborazione col Fondo per l'Ambiente Italiano, lo storico negozio-museo in piazza San Marco a Venezia, esponendo alcuni prodotti dell'azienda di Ivrea. Strategicamente molto importante, ai fini d'un riposizionamento nel mercato, è stato il lancio del tablet Olipad, avvenuto nel marzo 2011.
Nel giugno 2012 Olivetti ha chiuso un polo di ricerca situato in Svizzera, l'Olivetti Engineering SA, che si occupava della progettazione hardware e software dei suoi prodotti. Nello stesso mese Olivetti e Telecom hanno deciso la chiusura dello stabilimento valdostano di Arnad dove la controllata Olivetti I-Jet sviluppava e produceva testine per stampanti e fax.

### Olivetti come divisione IoT del Gruppo TIM

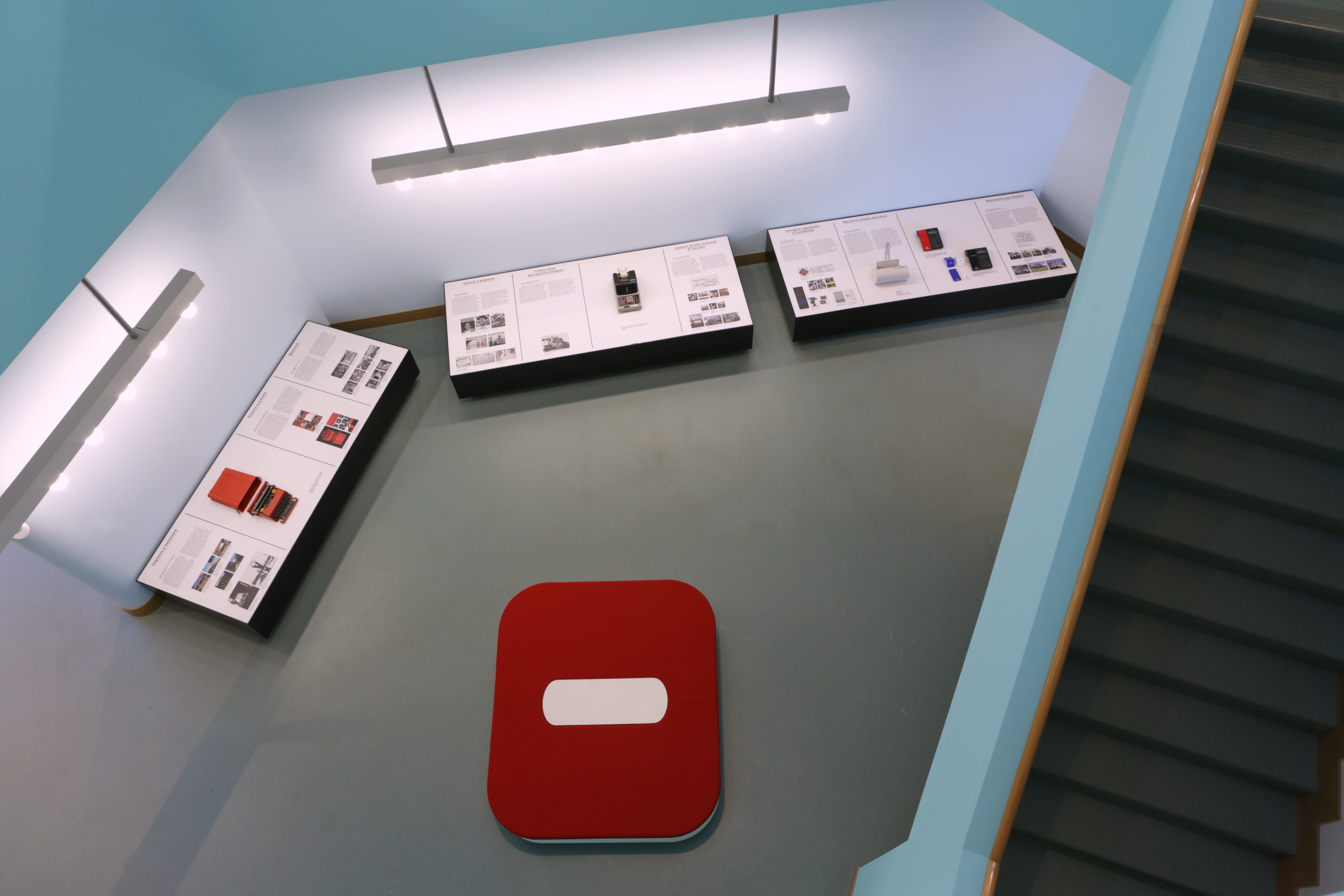
Interno Casa Blu, Ivrea.

Con il piano strategico 2021-2023 del Gruppo TIM, a Olivetti è assegnato il compito di espandersi nel mercato delle soluzioni IoT, valorizzando l'integrazione con la rete 5G TIM.
L'azienda conseguentemente struttura la propria gamma di prodotti nel settore IoT & Big Data raggruppandoli in tre categorie: Servizi di connettività, soluzioni IoT e Analytics & Big Data.

## Cultura

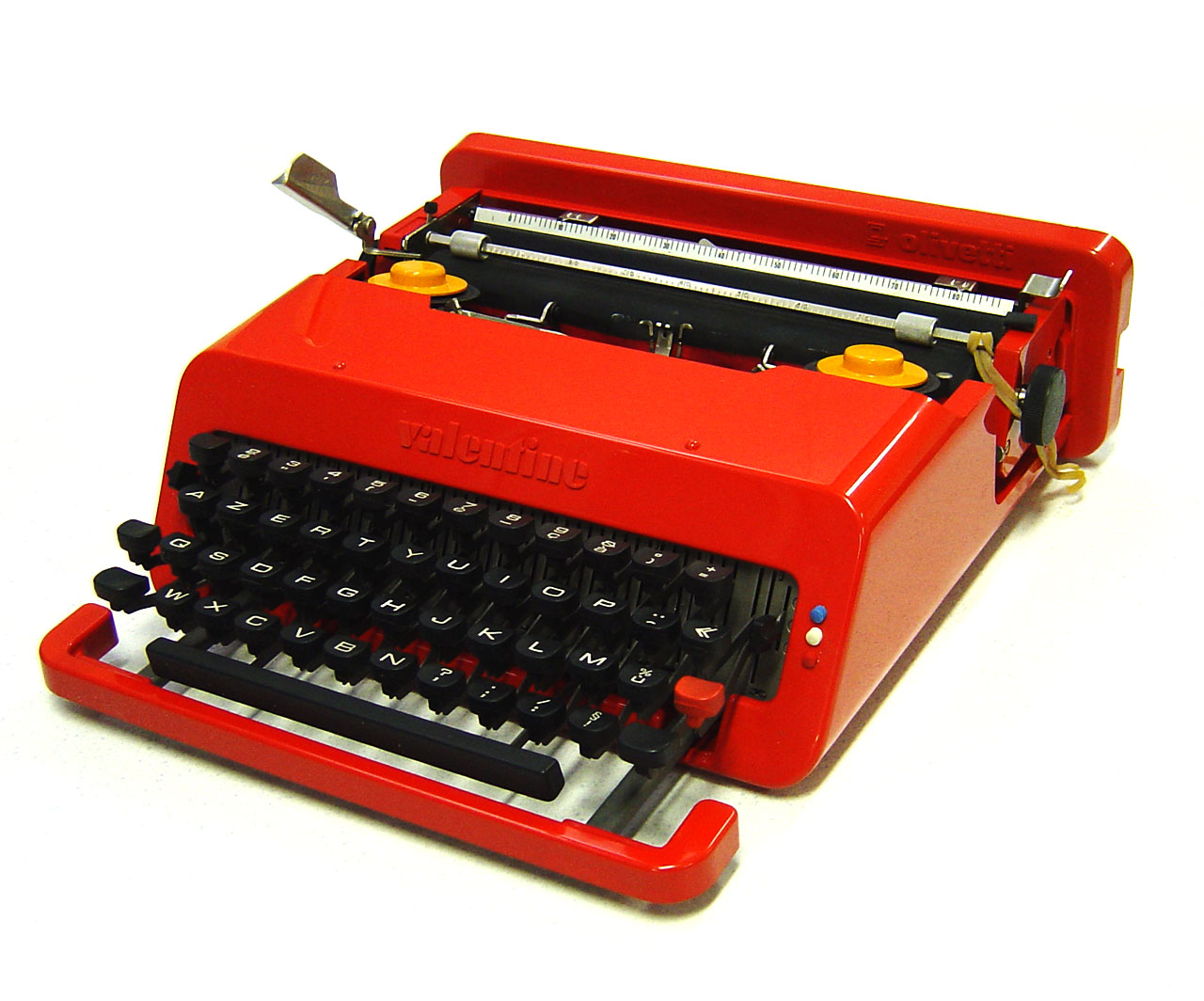
La Olivetti Valentine (1969)

Nel periodo 1930-1960 Adriano Olivetti affiancava a una gestione aziendale innovativa anche una cultura del prodotto che andava ben oltre la semplice estetica.

### Design
Nel 1935 venne realizzata la prima macchina per scrivere affiancando disegnatore e ingegneri, la Studio 42, con il contributo dell'ingegnere Ottavio Luzzati, del pittore Xanti Schawinsky e degli architetti Figini e Pollini.
Nel 1938 iniziò la stretta collaborazione con Marcello Nizzoli che vide la nascita di prodotti quali la Olivetti Lexikon 80 (1948), la Divisumma 14 (1948), la Lettera 22 (1950), la Studio 44 (1952), la Divisumma 24 (1956), la Lettera 32 (1963). Nel 1952 la Lettera 22 e la Lexikon 80 vennero incluse nella collezione permanente del Museum of Modern Art di New York.
Nel 1958 entrò in Olivetti anche Ettore Sottsass, con la cui collaborazione vengono creati prodotti come l'Elea 9003 (1959), la Olivetti Valentine (1969) e il computer M24 (1984). Nel 1959 l'Istituto Tecnologico dell'Illinois riunì 100 designer e selezionò la Lettera 22 come il primo dei 100 migliori prodotti di design del periodo 1859-1959, nove anni dopo la sua creazione.

### Premi Compasso d'Oro vinti da Olivetti
| Anno | Prodotto                                                                           | Autore                                                                |
| ---- | ---------------------------------------------------------------------------------- | --------------------------------------------------------------------- |
| 1954 | Macchina per scrivere Lettera 22                                                   | Marcello Nizzoli                                                      |
| 1955 | Premio speciale alla figura di Adriano Olivetti                                    |                                                                       |
| 1959 | Calcolatore elettronico Elea                                                       | Ettore Sottsass                                                       |
| 1962 | Mobili metallici serie Spazio                                                      | Lodovico Barbiano di Belgiojoso, Enrico Peressutti, Ernesto N. Rogers |
| 1964 | Macchina mercatric ,-7004                                                          | Mario Bellini                                                         |
| 1967 | Macchina utensile Auctor Multiplex MUT/40°                                         | Rodolfo Bonetto                                                       |
| 1970 | Addizionatrice elettrica MC 19, Valentine typewriter                               | Ettore Sottsass, Hans Von Klier                                       |
| 1970 | Calcolatrice scrivente da tavolo Logos 270                                         | Mario Bellini, Sandro Pasqui                                          |
| 1970 | Centro di misura Inspector Midi 130 W                                              | Rodolfo Bonetto, Naoki Matsunaga                                      |
| 1981 | Macchina per scrivere portatile elettronica Praxis 35                              | Mario Bellini                                                         |
| 1984 | Registratore di cassa Mercator 20                                                  | Mario Bellini                                                         |
| 1984 | Auctor 400, centro di lavorazione ad asse verticale, Rodolfo Bonetto, Olivetti OCN | Rodolfo Bonetto                                                       |
| 1991 | OFX 420, FAX realizzato in collaborazione con Sanyo                                | George J. Sowden, Simon Morgan                                        |
| 2001 | Stampante ink-jet Artjet 10                                                        | Michele De Lucchi                                                     |

### Grafica pubblicitaria
Guidati dall'Ufficio Sviluppo e Pubblicità i prodotti vennero affiancati da una comunicazione grafica e d'impresa che rafforzò e spinse ulteriormente la cultura su cui Olivetti poneva le sue fondamenta.
I primi manifesti vennero realizzati da Marcello Dudovich, che lasciò però il campo a Costantino Nivola nel 1937, e poi a Giovanni Pintori, che curò la grafica pubblicitaria e istituzionale nel periodo 1938-1968, al quale si affiancò più tardi Egidio Bonfante.
In particolare durante la trentennale collaborazione con Giovanni Pintori (art director dell'Ufficio Tecnico di Pubblicità), la comunicazione e la grafica Olivetti attirarono l'attenzione internazionale diventando oggetto di culto e trovando spazio in importanti esposizioni in tutto il mondo: New York (MoMa 1952), Berlino (1954), Giappone (1954), Parigi (Louvre 1955), Londra (1959).

### Architettura

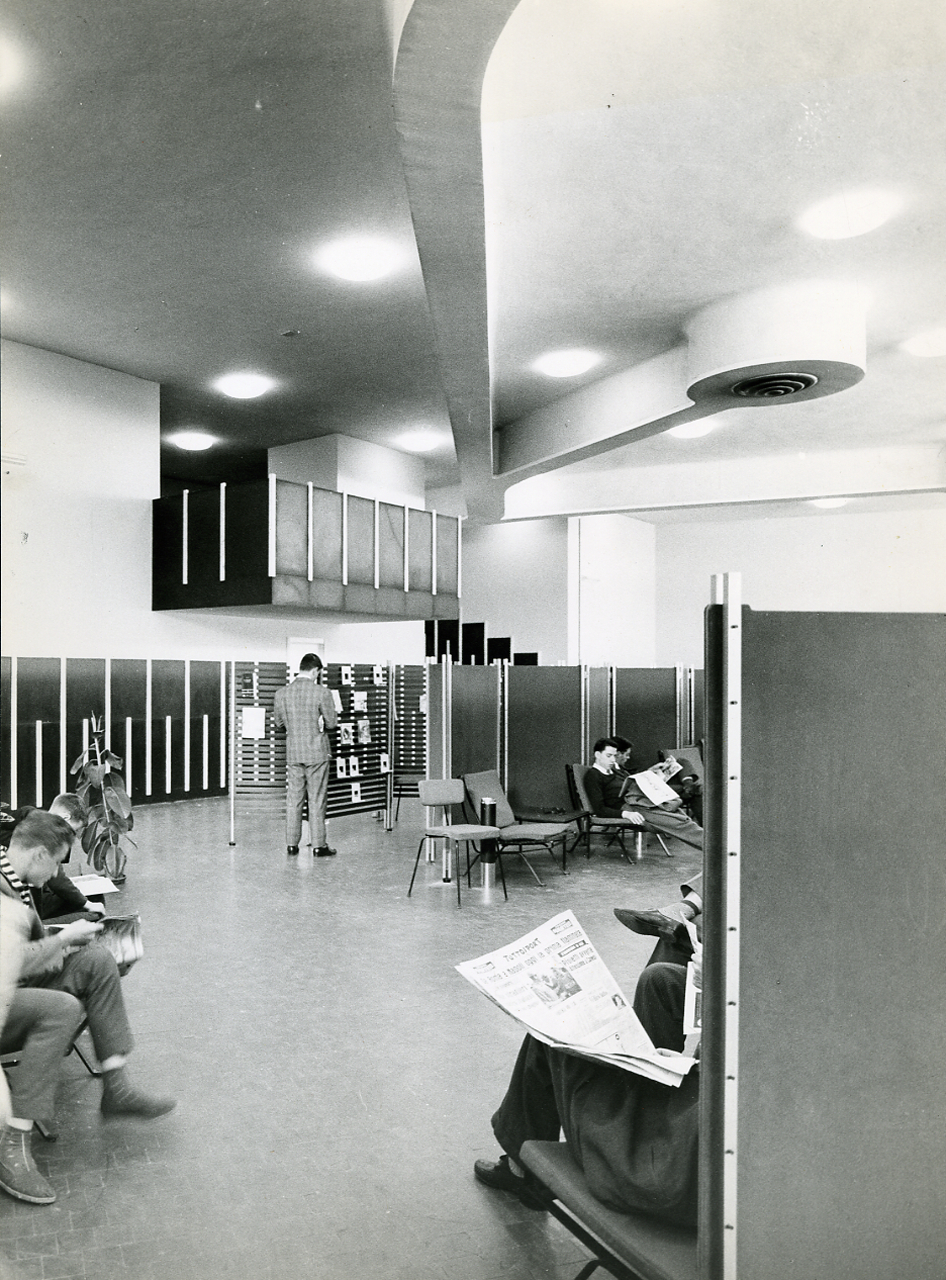
Interni del complesso Ivrea. Foto del 1960 di Paolo Monti

La fabbrica di Ivrea, uno dei più rinomati simboli aziendali, venne realizzata dagli architetti Figini e Pollini verso la metà del 1930.
Lo stabilimento di Pozzuoli, realizzato negli anni cinquanta da Luigi Cosenza, è un esempio d'integrazione nel panorama naturale della costa napoletana. All'inaugurazione (1955) Adriano Olivetti affermò: "di fronte al golfo più singolare del mondo, questa fabbrica si è elevata, nell'idea dell'architetto, in rispetto della bellezza dei luoghi e affinché la bellezza fosse di conforto nel lavoro di ogni giorno. La fabbrica fu quindi concepita alla misura dell'uomo, perché questi trovasse nel suo ordinato posto di lavoro uno strumento di riscatto e non un congegno di sofferenza".
Eccezionale opera di immagine coordinata sono stati i "negozi Olivetti": a New York (1954), a Venezia (1958), a Parigi (1960), a Buenos Aires (1968), tutti realizzati da rinomati architetti ed artisti, tra cui Costantino Nivola, esiliato negli Stati Uniti nel 1939, per il negozio di New York.
Durante la sua storia, la Olivetti si avvalse, per la costruzione di stabilimenti, show-room, uffici e negozi, di famosi architetti e designer. Per gli edifici commerciali, si affidò per esempio a Carlo Scarpa, che nel 1958 progettò il negozio a Venezia, Franco Albini e Franca Helg, che nello stesso anno progettano il negozio Olivetti a Parigi, e nel 1961 Ignazio Gardella allestì un negozio a Düsseldorf.
Anche gli edifici per ufficio rientravano nelle politiche di immagine della Olivetti. Annibale Fiocchi, Luca Capezio, Marcello Nizzoli e Gian Antonio Bernasconi sono autori tra il 1954 e il 1956 del Palazzo degli Uffici di via Clerici a Milano. Per la Hispano-Olivetti, i BBPR completarono nel 1964 un edificio a Barcellona, dove la costruzione sorge su un lotto a trapezio e allude vagamente all'architettura di Antoni Gaudí. Nel 1972 Egon Eiermann progettò gli uffici Olivetti di Francoforte.

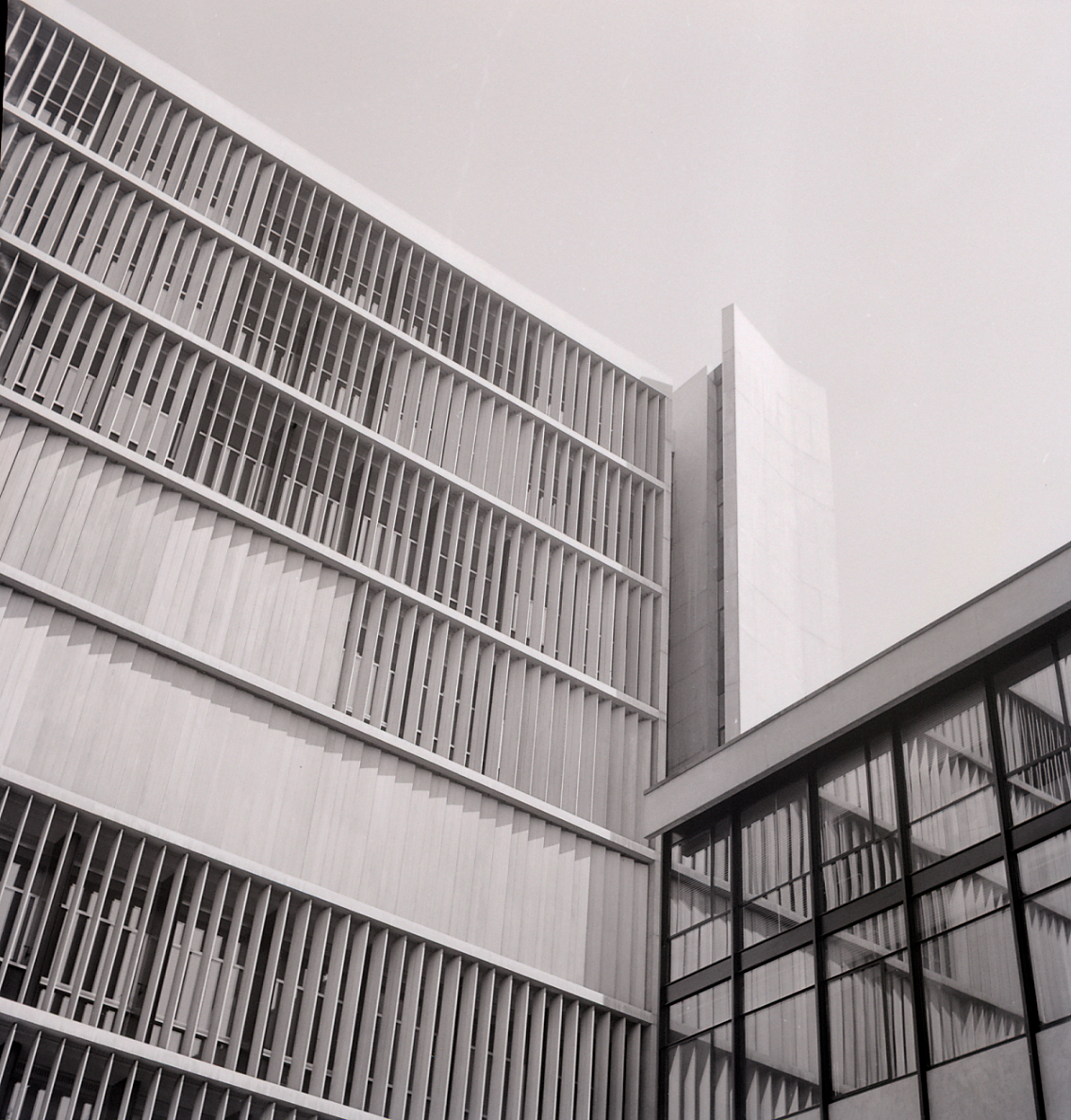
Uffici Olivetti a Milano (1952-1954). Foto del 1960 di Paolo Monti

La Olivetti dal 1954 iniziò la costruzione degli stabilimenti in America Latina, soprattutto in Argentina e Brasile, dove la progettazione fu affidata a Marco Zanuso.
La Olivetti negli anni a seguire continuò la costruzione dei propri stabilimenti e impianti industriali in linea alla sua politica legata all'immagine dinamica e moderna dell'azienda, affidando gli incarichi di progettazione a nomi prestigiosi della cultura architettonica internazionale.
Due esempi sono costituiti dal Centro tecnico Olivetti di Yokohama e dall'ampliamento del Centro di formazione di Haslemere, nel Surrey. Il Centro a Yokohama fu progettato da Kenzō Tange e dal gruppo "Urtec" e fu realizzato tra 1969 e 1972. Il progetto dell'impianto di Haslemere fu invece affidato a James Stirling, che portò a termine la costruzione nel 1973.
Nomi di prestigio figurano tra quelli chiamati dalla Olivetti alla progettazione di stabilimenti, tra cui anche Le Corbusier e Louis I. Kahn.
Le Corbusier progettò tra il 1961 e 1962 lo stabilimento di Pregnana Milanese, alle porte di Milano, che non fu però mai realizzato.
Louis Kahn invece tra il 1967 e il 1970 progettò lo stabilimento di Harrisburg in Pennsylvania, che al contrario fu realizzato, e rappresenta molto chiaramente l'intreccio tra la cultura tecnica nata nella fabbrica e la cultura architettonica coeva.
Dal 2001 è possibile visitare il Museo a cielo aperto dell'architettura moderna di Ivrea seguendo un percorso pedonale attraverso un eccezionale patrimonio architettonico e urbanistico.

## Prodotti storici

### Calcolatrici
Calcolatrici
| Nome                           | Immagine            | Inizio commercializz. | Fine commercializz. | Meccaniche di    | Disegnata da                        | Note |
| ------------------------------ | ------------------- | --------------------- | ------------------- | ---------------- | ----------------------------------- | --- |
| Summa MC 4                     |                     | 1940                  |                     | Riccardo Levi    | Marcello Nizzoli                    | Elettromeccanica. Addizioni e sottrazioni. |
| Multisumma MC 4                |                     | 1941                  |                     | Riccardo Levi    | Marcello Nizzoli                    | Elettromeccanica. Addizioni, sottrazioni e moltiplicazioni.                                                                                             |
| Simplisumma MC3                |                     | 1942                  |                     | Riccardo Levi    | Marcello Nizzoli                    | Manuale a manovella. Addizioni e sottrazioni, senza risultati negativi                                                                                  |
| Velosumma MC3                  |                     | 1942                  |                     | Riccardo Levi    | Marcello Nizzoli                    | Manuale a manovella. |
| Elettrosumma 14                |                     | 1946                  |                     | Natale Capellaro | Marcello Nizzoli                    | Elettromeccanica. Addizioni e sottrazioni |
| Multisumma 14                  |                     | 1947                  |                     | Natale Capellaro | Marcello Nizzoli                    | Elettromeccanica. Addizioni, sottrazioni e moltiplicazioni.                                                                                             |
| Divisumma 14                   |                     | 1948                  |                     | Natale Capellaro | Marcello Nizzoli                    | Elettromeccanica. È la prima calcolatrice al mondo in grado di effettuare le quattro operazioni e di stampare.                                          |
| Summa 15                       |                     | 1949                  |                     | Natale Capellaro | Marcello Nizzoli e Giuseppe Beccio  | Manuale a manovella |
| MC-24                          |                     | 1956                  | primi anni 70       | Natale Capellaro | Marcello Nizzoli                    | La serie comprende Divisumma 24, Tetractys, Multisumma 24, Elettrosumma 24. Nella foto una Divisumma GT 24                                              |
| Elettrosumma 22                |                     | 1957                  |                     | Natale Capellaro | Marcello Nizzoli                    | Elettromeccanica: Addizioni e sottrazioni |
| Multisumma 22                  |                     | 1958                  |                     | Natale Capellaro | Marcello Nizzoli                    | Elettromeccanica: Addizioni, sottrazioni e moltiplicazioni                                                                                              |
| Summa Prima 20 Summa Quanta 20 |                     | 1960                  |                     | Natale Capellaro | Marcello Nizzoli                    | Summa Prima manuale, Summa Quanta elettrica. Carrozzeria di plastica Foto di una Summa Prima                                                            |
| Elettrosumma 20                |                     | 1963                  |                     | Natale Capellaro | Marcello Nizzoli                    | Con la Elettrosumma 20R(1968), l'impostazione si riduce a 7(da 10) e la capacità totale 8(da 11)                                                        |
| Multisumma 20                  |                     | 1964                  |                     | Natale Capellaro | Marcello Nizzoli                    | Anche moltiplicazioni; modello di punta della serie 20. Con la Multisumma 20R(1968) , l'impostazione si riduce a 7(da 10) e la capacità totale 8(da 11) |
| Logos 27                       |                     | 1965                  |                     | Teresio Gassino  | Ettore Sottsass                     | Nella foto, una Logos 27-2 a due totalizzatori e una Summa 19                                                                                           |
| Elettrosumma 23                |                     | 1966                  |                     | Teresio Gassino  | Ettore Sottsass                     | |
| Divisumma 26 Divisumma 26 GT   |                     | 1967                  |                     | Teresio Gassino  | Ettore Sottsass                     | |
| Logos 328                      |                     | 1968                  |                     |                  | Mario Bellini                       | Prima calcolatrice elettronica. In pratica una P101 senza il programma                                                                                  |
| Summa 19                       |                     | 1969                  |                     |                  | Ettore Sottsass e Hans von Klier    | Elettromeccanica. Premio Compasso d’Oro nel 1970 |
| Logos 250                      |                     | 1970                  |                     |                  | Mario Bellini                       | Calcolatrice elettronica scrivente da tavolo |
| Logos 270                      |                     | 1970                  |                     |                  | Mario Bellini Sandro Pasqui         | Calcolatrice elettronica scrivente da tavolo. Vincitrice del X° premio Compasso d'oro                                                                   |
| Logos 56 / 60 / 68             |                     | 1972                  |                     |                  | Mario Bellini                       | riscoperta del piano inclinato, invenzione del formato orizzontale, tradizione del leggio                                                               |
| Logos 55                       |                     | 1973                  |                     |                  | Mario Bellini                       | Calcolatrice elettronica scrivente da tavolo |
| Logos 58                       |                     | 1973                  |                     |                  | Mario Bellini                       | Calcolatrice elettronica scrivente da tavolo |
| Logos 59                       |                     | 1973                  |                     |                  | Mario Bellini                       | Calcolatrice elettronica scrivente da tavolo |
| Divisumma 18                   |                     | 1973                  |                     |                  | Mario Bellini                       | Calcolatrice elettronica portatile scrivente a batteria ricaricabile                                                                                    |
| Divisumma 28                   |                     | 1973                  |                     |                  | Mario Bellini                       | Calcolatrice elettronica scrivente da tavolo |
| Logos 240                      | Olivetti Logos 240  | 1973                  |                     |                  | Mario Bellini                       | Calcolatrice elettronica da tavolo |
| Divisumma 33                   |                     | 1976                  |                     |                  | Mario Bellini                       | Calcolatrice elettronica da tavolo stampante |
| Logos 7PD                      |                     | 1977                  |                     |                  | Mario Bellini                       | Calcolatrice elettronica portatile stampante con display                                                                                                |
| Logos 41PD                     | Olivetti Logos 41PD | 1977                  |                     |                  | Mario Bellini                       | Calcolatrice elettronica da tavolo con display |
| Logos 3                        |                     | 1978                  |                     |                  | Mario Bellini                       | Calcolatrice elettronica portatile, stampante, con display                                                                                              |
| Logos 80                       |                     | 1978                  |                     |                  | Mario Bellini                       | Calcolatrice elettronica |
| Logos 9                        |                     | 1981                  |                     |                  | Mario Bellini Antonio Macchi Cassia | Tascabile, elettronica, stampante, con display |
| EC 121PD / 122PD               |                     | 1982                  |                     |                  | Mario Bellini                       | Calcolatrice elettronica stampante da tavolo con display                                                                                                |
| Divisumma 31                   |                     | 1984                  |                     |                  | Mario Bellini                       | Calcolatrice elettronica stampante con display |
| Logos 584                      |                     | 1999                  |                     |                  | Mario Bellini                       | Calcolatrice elettronica stampante da tavolo con display                                                                                                |

### Computer
| Nome                     | immagine | Anno                   | Tipo                            | Processore                                                | Elettronica di                                   | Disegnato da                                        | Note |
| ------------------------ | -------- | ---------------------- | ------------------------------- | --------------------------------------------------------- | ------------------------------------------------ | --------------------------------------------------- | --- |
| Elea                     |          | 1957                   | Mainframe                       | A transistor                                              |                                                  |                                                     | Interamente a transistor. L'Elea 9003 (foto) è il primo modello commercializzato                                                                            |
| P101 (Programma 101)     |          | 1964                   | 1° Personal computer            | A transistor                                              | Pier Giorgio Perotto                             | Mario Bellini (chassis)                             | Esposta al MoMA di New York. Premio Compasso D'Oro. |
| P102 (Programma 102)     |          |                        | Personal computer               |                                                           | Pier Giorgio Perotto                             |                                                     | Versione della P101 con connessione in linea seriale IPSO                                                                                                   |
| P203                     |          | 1967                   | Personal computer               | A transistor                                              | Pier Giorgio Perotto                             | Mario Bellini                                       | P101 con output su Tekne 3 e successivamente su Editor 4. Per applicazioni commerciali; stampante per fatture sul posto di lavoro                           |
| P602                     |          | 1971                   | Microcomputer                   | A circuiti integrati DTL                                  |                                                  |                                                     | Per applicazioni tecnico-scientifiche. A richiesta dotata di ROM.                                                                                           |
| P603                     |          | 1972?                  | Microcomputer                   | A circuiti integrati DTL                                  |                                                  |                                                     | P602 con abbinata Editor 4 per input/output. Per applicazioni commerciali e/o scientifiche. A richiesta dotata di ROM.                                      |
| P652                     |          | 1973                   | Microcomputer                   |                                                           |                                                  | Mario Bellini                                       | Per applicazioni tecnico-scientifiche |
| P6060                    |          | 1976                   | Personal computer               | 2 schede (PUCE1/PUCE2) Realizzate con IC famiglia TTL     | Pier Giorgio Perotto                             | Ettore Sottsass e G. Sowden                         | Per applicazioni tecnico – scientifiche e anche per complesse applicazioni gestionali.                                                                      |
| P6040                    |          | 1977                   | Personal computer               | Intel 8080                                                | Pier Giorgio Perotto                             | Mario Bellini                                       | Primo della Olivetti a impiegare un microprocessore. Per applicazioni tecnico – scientifiche. Esistono tre versioni.                                        |
| P6066                    |          | 1978                   | Personal computer               | Come il P6060                                             | Pier Giorgio Perotto                             |                                                     | |
| M20                      |          | 1981                   | Personal computer               | Zilog Z8001 4 MHz                                         | Enrico Pesatori, Enzo Torresi e team progettuale | Ettore Sottsass Antonio Macchi Cassia George Sowden | Primo personal computer prodotto dalla Olivetti nel 1982. Con un proprio sistema operativo: il PCOS. Fallimento commerciale                                 |
| M10                      |          | 1983                   | Laptop                          | Intel 80C85 CMOS a 3 Mhz                                  |                                                  | Antonio Macchi Cassia Perry A. King                 | Primo laptop. Sviluppato da Kyocera e prodotto con diversi marchi: Kiotronic Kc-85, Tandy Trs-80, NEC PC-8201 e Olivetti M10. Premio SMAU Industrial Design |
| M30                      |          | 1983                   | Minicomputer                    | Zilog Z8001                                               |                                                  |                                                     | Linea L1. Sistema operativo COSMOS IV (MOS) |
| M40                      |          | 1983                   | Minicomputer                    | Zilog Z8001                                               |                                                  |                                                     | Linea L1. Sistema operativo COSMOS IV (MOS) |
| M44                      |          | 1983                   | Minicomputer                    | Zilog Z8001                                               |                                                  |                                                     | Linea L1 |
| M60                      |          | 1983                   | Minicomputer                    | Zilog Z8001                                               |                                                  |                                                     | Linea L1. Sistema operativo COSMOS IV (MOS) |

Logo Olivetti usato sui personal computer

| M24                      |          | 1983                   | Personal computer desktop       | Intel 8086 (16 bit) a 4 Mhz – Coprocessore opzionale 8087 | Luigi Mercurio, Sandro Graciotti                 | E. Sottsass                                         | PC IBM compatibile; primo computer della Olivetti compatibile con il sistema operativo MS-DOS                                                               |
| M21                      |          | 1984                   | Personal computer trasportabile | Intel 8086 (16 bit) a 4 Mhz – Coprocessore opzionale 8087 |                                                  |                                                     | Versione trasportabile dell'M24 con monitor integrato. Primo e unico personal computer trasportabile prodotto dalla Olivetti                                |
| M19                      |          | 1986                   | Personal computer               | AMD 8088 4,77MHz                                          |                                                  |                                                     | Modello di fascia economica |
| M28                      |          | 1986                   | Personal computer               | Intel 80286 8MHz                                          |                                                  |                                                     | |
| M70                      |          | 1986                   | Minicomputer                    | Zilog Z8001                                               |                                                  |                                                     | Linea L1. Sistema operativo COSMOS IV (MOS) |
| Olivetti Prodest PC 128  |          | 1986                   | Home computer                   | Motorola 6809e 1 MHz                                      |                                                  |                                                     | È un Thomson MO6 rimarchiato, il primo della serie Olivetti Prodest.                                                                                        |
| M15                      |          | 1987                   | Personal computer portatile     | Intel 80c88 4,77MHz                                       |                                                  |                                                     | Tastiera removibile. Primo modello portatile |
| Olivetti Prodest PC 128s |          | 1987                   | Home computer                   | MOS 6512 2 MHz                                            |                                                  |                                                     | Venduto come Acorn Business Computer nel resto d'Europa, il secondo della serie Olivetti Prodest.                                                           |
| Olivetti Prodest PC1     |          | 1988                   | Home computer                   | NEC V40 4.77-8 MHz                                        |                                                  |                                                     | Il terzo della serie Olivetti Prodest |
| Olivetti M200            |          | 1988                   | Personal computer               | NEC V40 8 MHz                                             |                                                  |                                                     | Progetto parallelo alla macchina per scrivere ETV 2700 (Questa era un PC con annessa 'stampante')                                                           |
| Olivetti M240            |          | 1988                   | Personal computer               | Intel 8086 8 MHz                                          |                                                  |                                                     | |
| Olivetti M280            |          | 1988                   | Personal computer               | Intel 80286 12 MHz                                        |                                                  |                                                     | |
| Olivetti M290            |          | 1988                   | Personal computer               | Intel 80286 12 MHz                                        |                                                  |                                                     | Utilizzati anche dalle ferrovie svizzere |
| Olivetti M380            |          | 1988                   | Personal Computer               | Siemens 80186?                                            |                                                  |                                                     | Modello 380/C |
| Olivetti M380            | 1988     | Intel 80386dx 20 MHz   | Personal Computer               |                                                           |                                                  | Modello XP1 e XP5                                   | |
| Olivetti M380            | 1989     | Intel 80386dx 25 MHz   | Personal Computer               |                                                           |                                                  | Modello XP7 (tower)                                 | |
| Olivetti M380            | 1990     | Intel 80386sx 33 MHz   | Personal Computer               |                                                           |                                                  | Modello XP9 (tower) Sist.op SCO Xenix               | |
| M111                     |          | 1988                   | Laptop                          | NEC V30 10 MHz                                            |                                                  | Mario Bellini Bruce Fifield                         | Sistema operativo DOS 3.30 |
| Olivetti M260s           |          | 1989                   | Personal computer               | Intel 80286 12 MHz (16 bit)                               |                                                  |                                                     | Progetto parallelo alla macchina per scrivere ETV 4000s |
| PCS 86                   |          | 1989                   | Personal computer               | NEC V30 10 MHz                                            |                                                  |                                                     | |
| PCS 286                  |          | 1989                   | Personal computer               | Intel 80286 12,5 MHz                                      |                                                  |                                                     | |
| M211V                    |          | 1989                   | Laptop                          | Intel 80286                                               |                                                  |                                                     | Sistema operativo Windows 3.0 |
| M250                     |          | 1989                   | Personal computer               | Intel 80286 8 MHz                                         |                                                  |                                                     | Il modello 250-E aveva clock a 12 MHz |
| CP486                    |          | 1989                   | Personal computer               | Intel 80486dx 25 MHz                                      |                                                  |                                                     | Tower, EISA, "Computing Platform" |
| P800                     |          | 1990                   | Personal computer               | Intel 80486dx 25 MHz                                      |                                                  |                                                     | Tower. Olivetti MS-DOS 5.00, MS Windows 3.1 |
| LSX-5010                 |          | 1990                   | Personal computer               | Intel 80486dx 25 MHz                                      |                                                  |                                                     | Tower, EISA |
| LSX-5020                 |          | 1990                   | Personal computer               | Intel 80486dx 33 MHz                                      |                                                  |                                                     | Tower, EISA |
| M480                     |          | 1990                   | Personal computer               | Intel 80486sx 20 MHz                                      |                                                  |                                                     | Modello M480-10 (EISA) |
| M480                     |          | Intel 80486sx 33 MHz   | Personal computer               |                                                           |                                                  | M480-20 (EISA)                                      | |
| M480                     |          | Intel 80486dx 33 MHz   | Personal computer               |                                                           |                                                  | M480-40/60 (EISA)                                   | |
| Olivetti M316            |          | 1991                   | Laptop                          | Intel 80386sx 16 MHz                                      |                                                  |                                                     | |
| Olivetti M300            |          | 1990                   | Personal computer               | Intel 80386sx 20 MHz                                      |                                                  |                                                     | Modello M300-04 |
| Olivetti M300            |          | Intel 80386sx 20 MHz   | Personal computer               |                                                           |                                                  | Modello M300-10                                     | |
| Olivetti M300            |          | Intel 80486 25/50 MHz  | Personal computer               |                                                           |                                                  | Modello M300-28                                     | |
| LSX-5030                 |          | 1992                   | Personal computer               | Intel 80486dx 33 MHz                                      |                                                  |                                                     | Tower, EISA |
| S20                      |          | 1991                   | Laptop                          | Intel 80386sx 16 MHz                                      |                                                  |                                                     | (Triumph Adler Walkstadtion 386SX |
| D33                      |          | 1991                   | Laptop                          | Intel 80386 33 MHz                                        |                                                  |                                                     | (Triumph Adler Walkstadtion 386 |
| Quaderno                 |          | 1992                   | Netbook                         | NEC V30HL 16MHz                                           |                                                  | Mario Bellini Hagai Shvadron                        | precursore dei netbook1992, 25º Premio SMAU Industrial Design (Italia) 1993, IF Auszeichnung fur gutes Design                                               |
| Philos                   |          | 1993                   | Laptop                          |                                                           |                                                  |                                                     | Foto di un color 44 |
| Echos                    |          | 1994                   | Laptop                          | Intel Pentium I 75MHz Socket 5                            |                                                  |                                                     | Modelli P75 e P100d |
| Envision                 |          | 1995                   | Multimedia                      | Intel Pentium I 75MHz Socket 5                            |                                                  | Michele De Lucchi                                   | Modello P75. Flop commerciale nonostante le sue caratteristiche (anche estetiche) altamente innovative                                                      |
| Modulo M4                |          | 1995                   | Personal computer               | Intel 80486 sx 25 MHz                                     |                                                  |                                                     | Modello M4-M40 |
| Modulo M4                | 1995     | Pentium 75 MHz         | Personal computer               |                                                           |                                                  | Modello M4-P75                                      | |
| Modulo M4                | 1996     | Intel Pentium-S 75 MHz | Personal computer               |                                                           |                                                  | Modello M4-P75S                                     | |
| Modulo M4                | 1996     | Intel Pentium 100 MHz  | Personal computer               |                                                           |                                                  | Modello M4-P100                                     | |
| M8500                    |          | 1999                   | Personal computer               | Intel Pentium III 500 MHz                                 |                                                  |                                                     | DT desktop, MT minitower |

### Server
| Nome      | immagine | Anno | Processore                           |
| --------- | -------- | ---- | ------------------------------------ |
| SNX 140   |          | 1994 | Intel Pentium 66, 75 o 100 Mhz       |
| SNX 160   |          | 1994 | Intel Pentium 90, 100, 133 o 166 Mhz |
| SNX 200   |          | 1995 | Intel Pentium 100 o 133 Mhz          |
| SNX 400   |          | 1995 | Intel Pentium 100, 133 o 166 Mhz     |
| SNX 460   |          | 1995 | Pentium Pro 166 o 200 Mhz            |
| NetStrada |          | 1998 | Pentium Pro 200 - 300 Mhz            |

### Macchine per scrivere

#### Meccaniche
| Nome                                                                          | Immagine                 | Inizio commercializz. | Fine commercializz. | Tipologia macchina | Meccaniche di                                        | Disegnata da                                                                    | Colore/i                                                                                           | Note |
| ----------------------------------------------------------------------------- | ------------------------ | --------------------- | ------------------- | ------------------ | ---------------------------------------------------- | ------------------------------------------------------------------------------- | -------------------------------------------------------------------------------------------------- | --- |
| Olivetti M1                                                                   |                          | 1911                  | 1920                | Standard           | Camillo Olivetti                                     | Camillo Olivetti                                                                | nero lucido                                                                                        | la prima macchina per scrivere prodotta industrialmente in Italia |
| Olivetti M20 Olivetti M20 Coloniale (variante) Oivetti M22 Ricalco (variante) | modello senza tabulatore | 1920                  | 1933                | Standard           | Camillo Olivetti Domenico Burzio                     | Camillo Olivetti                                                                | nero lucido                                                                                        | Dal 1929 prodotta anche dalla consociata industriale S. A. Hispano Olivetti. Verso la metà degli anni ‘30 alcune M20 vennero ricolorate per l’invio nei territori coloniali italiani. |
| Olivetti M40                                                                  |                          | 19301938 1940 о 1946  | 1948                | Standard           | Camillo Olivetti Gino Levi Martinoli Ufficio tecnico | Luigi Figini, Gino Pollini (3ª serie)                                           | nero lucido, nero goffrato                                                                         | Esistono tre differenti serie (M40, M40/2 e M40/3). |
| Olivetti M40KR                                                                |                          | 1942                  | 1944                | Standard           | Camillo Olivetti Gino Levi Martinoli Ufficio tecnico | Camillo Olivetti                                                                | nero martellato                                                                                    | Versione militare semplificata della M40. KR sta per Krieg, guerra in tedesco. |
| Olivetti MP1 (Ico)                                                            |                          | 1932                  | 1950                | Portatile          | Riccardo Levi                                        | Aldo e Adriano Magnelli                                                         | nero lucido, nero goffrato, rosso, azzurro, blu, verde, grigio, avorio e marrone                   | Prima macchina per scrivere manuale portatile della Olivetti |
| Olivetti Studio 42                                                            |                          | 1935                  | 1950                | Semi-standard      | Ottavio Luzzati                                      | Figini e Pollini Xanti Schawinsky                                               | nero lucido, nergo martellato, rosso, blu, azzurro, marrone, verde, grigio e avorio                | Chiamata anche MP2 o M42. Prima mps semi-standard della Olivetti. |
| Olivetti M44                                                                  |                          | 1947                  | 1953                | Standard           |                                                      |                                                                                 | nero o grigio goffrato                                                                             | Derivata dalla M40/3. Prodotta a Ivrea e a Glasgow in Gran Bretagna |
| Olivetti Lexikon 80                                                           |                          | 1948                  | 1959                | Standard           | Giuseppe Beccio                                      | Marcello Nizzoli                                                                | beige, azzurro e rosso                                                                             | Chiamata inizialmente M80. Primo modello di mps standard con carrozzeria completamente asportabile della Olivetti. Esposta al MoMA di New York. In tre versioni.                      |
| Olivetti Lettera 22                                                           |                          | 1950                  |                     | Portatile          | Giuseppe Beccio                                      | Marcello Nizzoli                                                                | beige, beige goffrato, azzurro, verde, rosa (1e versioni) azzurro, gialloverde, rosa (succ.)       | Sostituisce la MP1. Esposta al MoMA di New York. Premio Compasso D'Oro 1954 |
| Olivetti Studio 44                                                            |                          | 1952                  |                     | Semi-standard      | Giuseppe Beccio                                      | Marcello Nizzoli                                                                | beige (1e versioni), azzurro (succ.)                                                               | Esempio di design apprezzato in tutto il mondo insieme a quello della Lexikon 80 e della Lettera 22.                                                                                  |
| Olivetti Graphika                                                             |                          | 1957                  |                     | Standard           | Giuseppe Beccio                                      | Marcello Nizzoli                                                                | verde                                                                                              | Deriva meccanicamente dalla Lexikon 80. Prima macchina della Olivetti con scrittura differenziata.                                                                                    |
| Olivetti Diaspron 82                                                          |                          | 1959                  |                     | Standard           | Giuseppe Beccio                                      | Marcello Nizzoli                                                                | azzurro                                                                                            | In sostituzione della Lexikon. Grandissimo successo commerciale, |
| Olivetti Lettera 32                                                           |                          | 1963                  |                     | Portatile          | Giuseppe Beccio                                      | Marcello Nizzoli                                                                | azzurro, azzurro diaspron, giallo-verde, rosso                                                     | Esistono tre versioni + Lettera 62 (dal 1988) di colore rosso. Prodotta in Italia, Spagna, Jugoslavia e Messico.                                                                      |
| Olivetti Lettera 33 Underwood                                                 |                          | 1963                  |                     | Portatile          |                                                      | Ettore Sottsass                                                                 | argento, nero                                                                                      | Costruita in Italia. È una Lettera 32 con una nuova estetica |
| Olivetti Lettera DL                                                           |                          | 1965                  |                     | Portatile          |                                                      | Ettore Sottsass                                                                 | argento e nero                                                                                     | DL sta per "De luxe" Versione lussuosa della Lettera 32 |
| Olivetti Dora                                                                 |                          | 1965                  |                     | Portatile          |                                                      | Ettore Sottsass                                                                 | grigio chiaro altri (prodotti in estero)                                                           | Versione economica della Lettera 32. prodotta in Italia, Spagna, Jugoslavia e Messico                                                                                                 |
| Olivetti Studio 44 L                                                          |                          | 1965                  |                     | Semi-standard      |                                                      | Marcello Nizzoli                                                                | grigio con coperchio azzurrino                                                                     | meccanicamente ed esteticamente derivato dalla Underwood 21. Leggere modifiche estetiche rispetto al modello Sudio 44                                                                 |
| Olivetti Linea 88                                                             |                          | 1966                  |                     | Standard           | Adriano Menicanti                                    | Ettore Sottsass                                                                 | lilla                                                                                              | Per la 1ª volta viene utilizzato materiale plastico per la carrozzeria di una mps standard                                                                                            |
| Olivetti Studio 45                                                            |                          | 1967                  |                     | Semi-standard      |                                                      | Ettore Sottsass Hans Von Klier                                                  | verde, grigio chiaro                                                                               | versione professionale della Lettera 32 |
| Olivetti Valentine                                                            |                          | 1969                  | 2000                | Portatile          |                                                      | Ettore Sottsass Perry A. King                                                   | rosso (più raramente: bianco, blu e verde)                                                         | Conosciuta anche come la "rossa portatile". Esistono tre serie. Versione speciale della Lettera 32, esposta al MoMA di New York                                                       |
| Olivetti Underwood Ventura                                                    |                          | 1969                  |                     | Portatile          |                                                      |                                                                                 | grigio scuro                                                                                       | Nella carrozzeria simile alla Dora. Prodotta dalla Olivetti a Barcellona. |
| Olivetti Linea 98                                                             |                          | 1971                  | 1995                | Standard           |                                                      | Mario Bellini                                                                   | argento, grigio scuro, grigio chiaro                                                               | Esistono tre versioni, la 3ª delle quali prodotta in Brasile |
| Olivetti Lettera 35                                                           |                          | 1972                  |                     | Portatile          |                                                      | Antonio Macchi Cassia Mario Bellini Giovanni Pasini Sandro Pasqui               | beige, grigio chiaro, nero (verniciatura goffrata)                                                 | Modello meccanicamente derivato dalla Lettera 32, ma con alcune modifiche. Verso la fine degli anni 80 fu riproposta come Lettera 35L e Italia 90/3.                                  |
| Olivetti Lettera 25                                                           |                          | 1974                  |                     | Portatile          |                                                      | Mario Bellini Giovanni Pasini Sandro Pasqui                                     | beige, grigio chiaro e rosso                                                                       | Versione economica della Lettera 35 |
| Olivetti Studio 46                                                            |                          | 1974                  |                     | Semi-standard      |                                                      | Mario Bellini Giovanni Pasini Sandro Pasqui                                     | azzurro (Studio 46), beige chiaro e nocciola (Studio 45 i)                                         | Prodotta in Spagna. Esistono un modello in plastica, uno in metallo e la studio 46 hispano                                                                                            |
| Olivetti Lettera 10                                                           |                          | 1979                  |                     | Portatile          |                                                      | Antonio Macchi Cassia Mario Bellini Giovanni Pasini Sandro Pasqui               | bianco                                                                                             | |
| Olivetti Lettera 12                                                           |                          | 1979                  |                     | Portatile          |                                                      | Antonio Macchi Cassia Mario Bellini Giovanni Pasini Sandro Pasqui               | bianco con inserti neri                                                                            | Meccanicamente uguale alla Lettera 10, ma con l’aggiunta di alcuni dispositivi |
| Olivetti Lettera 40/41/42                                                     |                          | 1980                  |                     | Portatile          |                                                      | Mario Bellini                                                                   | bianco con coperchio nero                                                                          | la serie 40 utilizza il nastro bicolore con bobine |
| Olivetti Lettera 50/51/52                                                     |                          | 1980                  |                     | Portatile          |                                                      | Antonio Macchi Cassia Mario Bellini                                             | bianco con coperchio nero                                                                          | la serie 50 utilizza il nastro in cartuccia al posto del nastro bicolore con bobine                                                                                                   |
| Olivetti Lettera 62                                                           |                          | 198x                  |                     | Portatile          |                                                      | Marcello Nizzoli                                                                | rosso                                                                                              | meccanicamente derivata dalla Lettera 32. Prodotta in Jugoslavia. 43 tasti |
| Olivetti Lettera 82                                                           |                          | 1984                  |                     | Portatile          |                                                      |                                                                                 | marrone, ocra, verde scuro, verde chiaro,blu, rosso e arancione.                                   | 42 tasti. Modello economico distribuito dopo l’acquisizione del marchio svizzero Hermes.                                                                                              |
| Olivetti Tropical                                                             |                          | 1984                  |                     | Portatile          |                                                      |                                                                                 | grigio chiaro con bordi grigio scuro                                                               | Modello economico prodotto in Brasile. Meccanicamente uguale alla Lettera 82 |
| Olivetti Underwood 21                                                         |                          | 1984                  |                     | Portatile          |                                                      |                                                                                 | grigio chiaro con coperchio amovibile scuro                                                        | Made in Olivetti Plant - Barcellona. Nella struttura e nella carrozzeria simile alla Studio 44 L.                                                                                     |
| Olivetti Lettera 27                                                           |                          | 1987                  |                     | Portatile          |                                                      | Ettore Sottsass                                                                 | grigio chiaro coperchio grigio                                                                     | Deriva dalla Dora. |
| Olivetti Lettera 92                                                           |                          | 1988                  |                     | Portatile          |                                                      | Mario Bellini                                                                   | rosso con fondo nero                                                                               | Meccanicamente derivata dalla Lettera 35. Prodotta in Jugoslavia. 43 tasti |
| Olivetti College                                                              |                          | 1988                  |                     | Portatile          |                                                      | Antonio Macchi Cassia Mario Bellini Giovanni Pasini Sandro Pasqui D.J. de Vries | rosso                                                                                              | Deriva dalla Lettera 25, prodotta in Messico |
| Olivetti New Age                                                              |                          | 1988                  |                     | Portatile          |                                                      | Mario Belliini                                                                  | coperchio lilla, verde e coperchio arancione, lilla e coperchio verde, arancione e coperchio lilla | Deriva dalla Lettera 25, prodotta in Messico. |
| Olivetti Class                                                                |                          | 1989                  |                     | Portatile          |                                                      | Ettore Sottsass                                                                 | rosso                                                                                              | Deriva dalla Olivetti Dora |
| Olivetti Lettera 31                                                           |                          | 1989                  |                     | Portatile          |                                                      | Ettore Sottsass                                                                 | azzurro                                                                                            | Prodotto in Messico. Carrozza di plastica. |
| Olivetti Lettera 31 T                                                         |                          | 1989                  |                     | Portatile          |                                                      | Ettore Sottsass                                                                 | grigio coperchio azzurro                                                                           | Prodotto in Jugoslavia. Distribuito come Underwood 315 |
| Olivetti Italia 90/1                                                          |                          | 1989                  |                     | Portatile          |                                                      | Ettore Sottsass                                                                 | azzurro                                                                                            | Versione speciale della Dora prodotta in Messico per il Campionato del Mondo di calcio Italia‘90.                                                                                     |
| Olivetti Italia 90/3                                                          |                          | 1989                  |                     | Portatile          |                                                      | Antonio Macchi Cassia Mario BelliniGiovanni Pasini Sandro Pasqui D.J.De Vries   | azzurro (con verniciatura goffrata)                                                                | Versione speciale della Lettera 35 prodotta in Messico per il Campionato del Mondo di calcio Italia‘90.                                                                               |
| La mia prima Olivetti                                                         |                          | 1990                  |                     | Portatile          |                                                      | Ettore Sottsass                                                                 | rosso, grigio con coperchio azzurro                                                                | Esteticamente e meccanicamente deriva dalla Olivetti Lettera 31 T. Prodotta in Jugoslavia.                                                                                            |
| Olivetti Roma                                                                 |                          | 1990                  |                     | Portatile          |                                                      | Ettore Sottsass                                                                 | grigio chiaro con bordi in rosso                                                                   | Prodotta da Olivetti do Brasil S.A. |
| Olivetti Linea 101                                                            |                          | 1994                  |                     | Standard           |                                                      | Mario Bellini                                                                   | | |
| Olivetti Linea 198                                                            |                          | 1997                  |                     | Standard           |                                                      |                                                                                 | grigio chiaro                                                                                      | Prodotta nello stabilimento indiano della Facit per il marchio Olivetti. Copia del modello Facit 1730                                                                                 |
| Olivetti Elsa                                                                 |                          |                       |                     | Portatile          |                                                      |                                                                                 | grigio chiaro con fondo nero                                                                       | Simile alla Lettera 92. Prodotta in Spagna. |
| Olivetti Underwood 310                                                        |                          |                       |                     | Portatile          |                                                      |                                                                                 | bianco latte con coperchio azzurro                                                                 | Prodotta in Spagna. Simile alla Dora. |
| Olivetti Scheidegger Italia 5000                                              |                          |                       |                     | Portatile          |                                                      |                                                                                 | azzurro con coperchio nero                                                                         | Prodotta in Spagna esclusivamente per Scheidegger-Olivetti. Per la carrozzeria e meccanica molto simile alla lettera 52.                                                              |
| Olivetti Scheidegger President                                                |                          |                       |                     | Portatile          |                                                      |                                                                                 | grigio chiaro                                                                                      | Prodotta in Spagna esclusivamente per Scheidegger-Olivetti. Nella carrozzeria e nella struttura simile alla Lettera 34                                                                |

#### Elettriche
| Nome                       | Immagine | Inizio commercializz. | Tipologia macchina                                                                               | Meccaniche di   | Disegnata da                                                     | Colore/i                                                                          | Note |
| -------------------------- | -------- | --------------------- | ------------------------------------------------------------------------------------------------ | --------------- | ---------------------------------------------------------------- | --------------------------------------------------------------------------------- | --- |
| Olivetti Lexikon 80 E      |          | 1950                  | Standard                                                                                         | Giuseppe Beccio | Marcello Nizzoli                                                 | beige (1e versioni), azzurro                                                      | prima macchina per scrivere elettrica prodotta dalla Olivetti. Esposta al MoMA di New York |
| Olivetti 84                |          | 1961                  | Standard                                                                                         |                 | Giovanni Pintori, Marcello Nizzoli                               | azzurro e copritastiera argento                                                   | Deriva meccanicamente dalla Lexikon 80 E, ma con disegno della carrozzeria con spigoli squadrati. La più pesante macchina per scrivere della Olivetti: 28 kg.                                                                                         |
| Olivetti Forum             |          | 1961                  | Standard                                                                                         |                 | Giovanni Pintori                                                 | grigio-azzurro                                                                    | prodotto nello stabilimento americano Olivetti-Underwood. Esteticamente uguale alla Raphael ma con spaziatura normale. |
| Olivetti Raphael           |          | 1961                  | Standard con scrittura differenziata                                                             |                 | Giovanni Pintori                                                 | grigio-azzurro                                                                    | prodotto nello stabilimento americano Olivetti-Underwood. Esteticamente uguale alla Forum, ma con alcune modifiche |
| Olivetti Tekne 3           |          | 1964                  | Standard                                                                                         | Rinaldo Salto   | Ettore Sottsass, Hans Von Klier                                  | grigio medio e laterali argento                                                   | con una meccanica completamente rivista rispetto ai precedenti modelli |
| Olivetti Tekne 4           |          | 1965                  | Standard                                                                                         | Rinaldo Salto   | Ettore Sottsass, Hans Von Klier                                  | grigio scuro e laterali argento                                                   | Quasi uguale alla Tekne 3 |
| Olivetti Praxis 48         |          | 1964 о 1965           | Semi-standard                                                                                    | Rinaldo Salto   | Ettore Sottsass, Hans Von Klier                                  | grigio chiaro e grigio                                                            | unico per alcune caratteristiche |
| Olivetti Editor            |          | 1965                  | Standard con scrittura differenziata                                                             | Rinaldo Salto   | Ettore Sottsass, Hans Von Klier                                  | rosso mattone e laterali argento                                                  | derivata meccanicamente dalla Tekne 3, ma con alcune modifiche |
| Olivetti Editor 2          |          | 1968                  | Standard                                                                                         |                 | George Nelson, John Svezia                                       | nero con carrello beige                                                           | prodotta dalla Olivetti-Underwood, distribuito per lo più sul mercato americano |
| Olivetti Editor 5          |          | 1968                  | Standard con scrittura differenziata                                                             |                 | Ettore Sottsass, Hans Von Klier                                  | vinaccia, grigio chiaro, marrone con laterali argento                             | evoluzione meccanica del modello Editor (T5) |
| Olivetti Editor 4          |          | 1969                  | Standard                                                                                         |                 | Ettore Sottsass, Hans Von Klier                                  | grigio medio, marrone, nero, bianco, blu con laterali argento                     | Esistono due versioni |
| Olivetti Lettera 36 e 36C  |          | 1970                  | Portatile                                                                                        |                 | Ettore Sottsass, Hans Von Klier                                  | argento o grigio chiaro con coperchio nero                                        | Prima macchina per scrivere elettrica portatile della Olivetti. Deriva meccanicamente dalla Lettera 32 |
| Olivetti Editor 3          |          | 1970                  | Standard                                                                                         |                 | Ettore Sottsass, Hans Von Klier                                  | grigio chiaro, nero con laterali argento                                          | Originale apertura della carrozzeria con relativo azionamento del dispositivo di spegnimento della macchina, opera di Walter Albrile. Modello più economico. Nel design è simile alle Editor 4 e 5, ma per la meccanica deriva dalla Editor 2 (1968). |
| Olivetti Lexikon 82        |          | 1974                  | Portatile                                                                                        |                 | Antonio Macchi Cassia Mario BelliniGiovanni Pasini Sandro Pasqui | beige con base beige scuro                                                        | Esposta al MoMA di New York. Prodotta a Glasgow. Prima mps portatile elettrica al mondo dotata di un elemento scrivente a “pallina” |
| Olivetti Lexikon 90 e 90 C |          | 1975                  | Standard con elemento di scrittura a pallina intercambiabile e dispositivo di correzione (90 C)  |                 | Ettore Sottsass Albert Leclerc                                   | verde scuro o grigio chiaro con laterali nocciola e argento (dal giugno del 1976) | prima macchina professionale della Olivetti a utilizzare la pallina come elemento di scrittura |
| Olivetti Lexikon 83 DL     |          | 1976                  | Portatile                                                                                        |                 | Mario Bellini et al.                                             | nero                                                                              | Prodotta a Glasgow |
| Olivetti Lexikon 92 C      |          | 1976                  | Standard con elemento di scrittura a pallina intercambiabile e dispositivo di correzione         |                 | Ettore Sottsass, Albert Leclerc                                  | verde scuro con laterali nocciola e argento (dal 6.1976)                          | con due passi di scrittura |
| Olivetti Lexikon 93 e 93 C |          | 1978                  | Standard con elemento di scrittura a pallina intercambiabile e dispositivo di correzione (93 C). |                 | Ettore Sottsass, Albert Leclerc                                  | grigio chiaro con laterali argento                                                | Lexikon 93 è prodotta in pochi esemplari |
| Olivetti Lexikon 94 C      |          | 1978                  | Standard con elemento di scrittura a pallina intercambiabile e dispositivo di correzione         |                 | Ettore Sottsass, Albert Leclerc                                  | grigio chiaro con laterali argento                                                | il modello più completo della serie Lexikon, dotata di quattro passi di scrittura. |
| Olivetti Lettera 38        |          | 1978                  | Portatile                                                                                        |                 |                                                                  | grigio con coperchio nero                                                         | |
| Olivetti Editor 7          |          | 1980                  | Standard con dispositivo di correzione                                                           |                 | Ettore Sottsass, Hans Von Klier                                  | grigio medio con laterali grigio                                                  | deriva meccanicamente dalla Editor 4 con alcune modifiche |

#### Elettroniche
- Olivetti TES 501 (1976)[91]

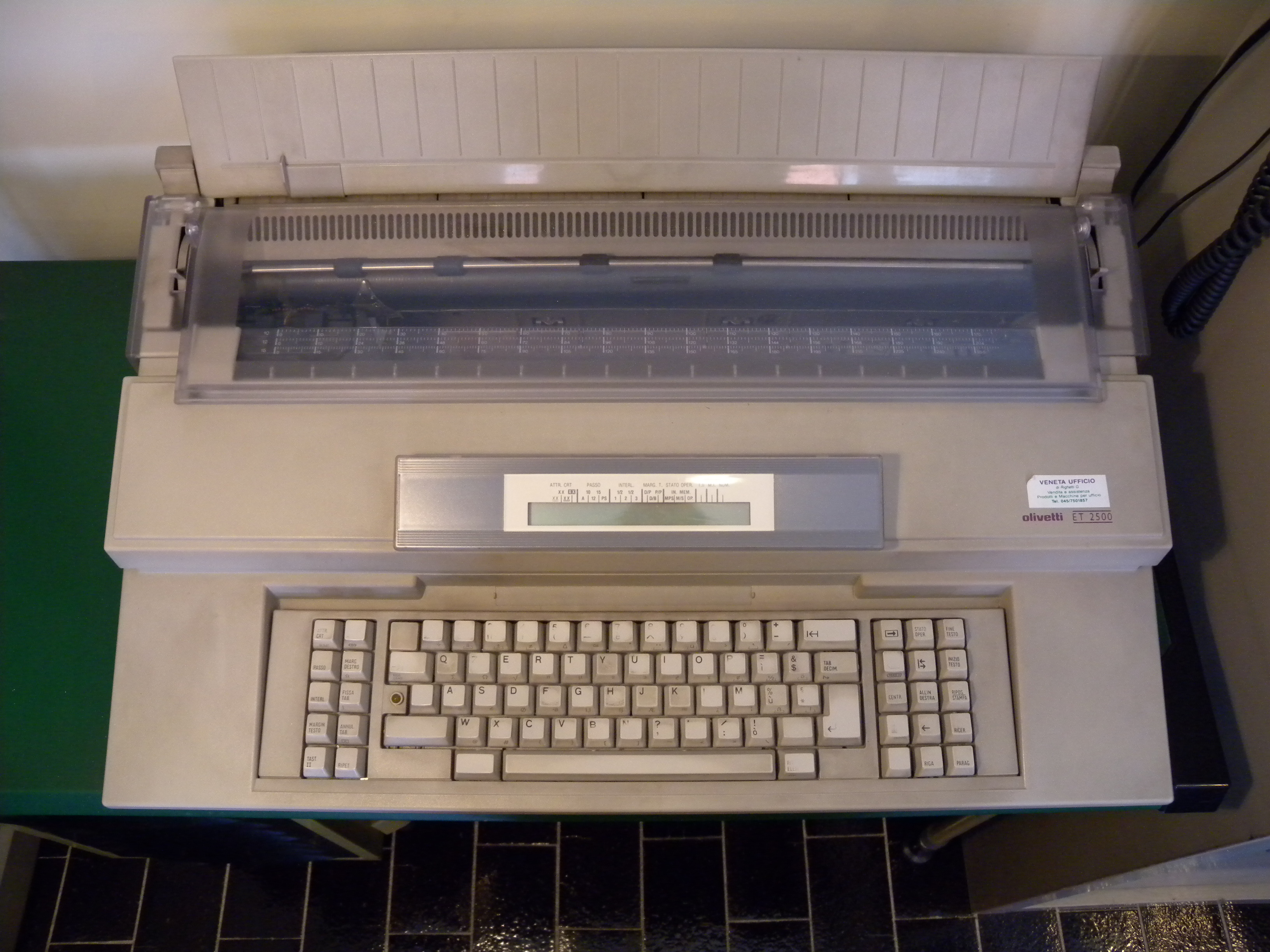
Olivetti ET 2500

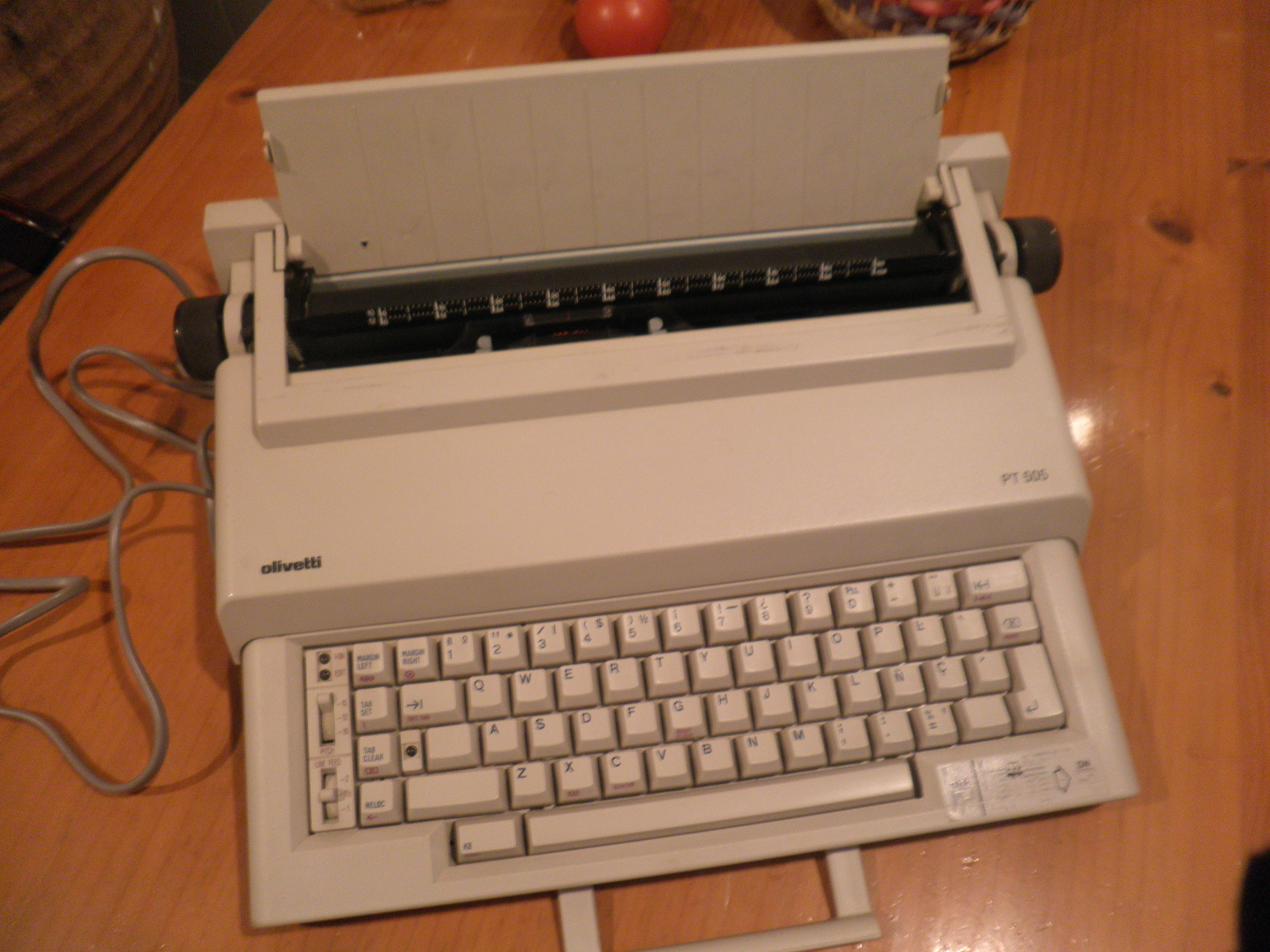
Olivetti PT 505

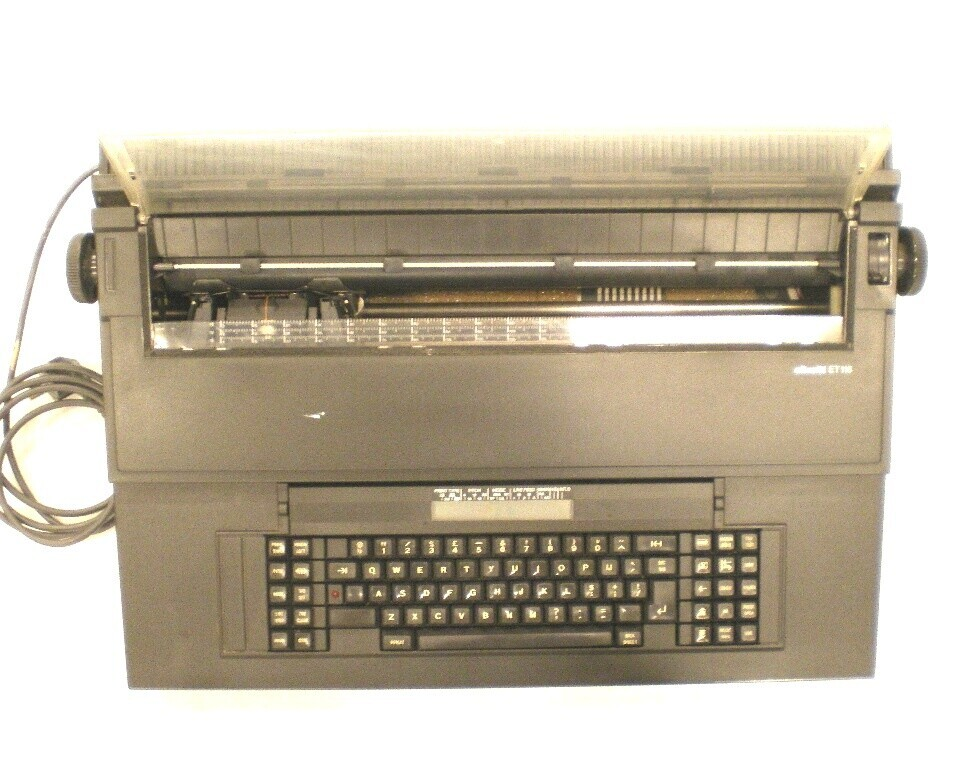
Macchina per scrivere elettronica a margherita Olivetti ET116

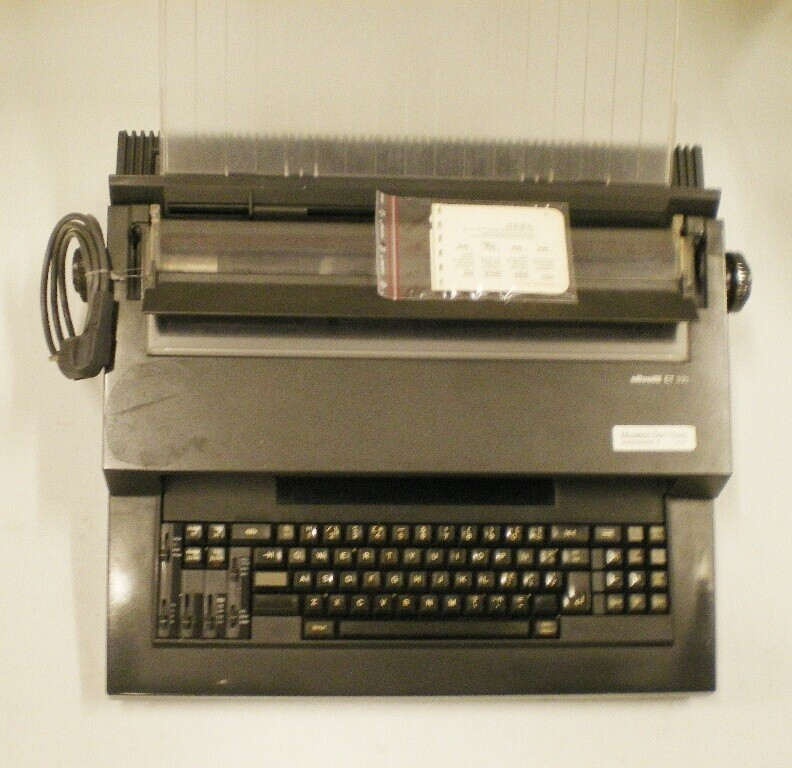
Macchina per scrivere elettronica a margherita Olivetti ET221

- Olivetti TES 401 (1978), con margherita e display, CPU Intel 8080, floppy disk di 16 KB;[91] disegnata da Mario Bellini[65]
- Olivetti TES 601 (1980)
- Olivetti TES 621 (1979)
- Olivetti ET 101 (1978), la prima macchina per scrivere elettronica nel mondo[76], disegnata da Mario Bellini[65]
- Olivetti ET 109 (1986)
- Olivetti ET 110 (1980), disegnata da Mario Bellini
- Olivetti ET 111 (1983), con margherita e display, maggiore memoria, disegnata da Mario Bellini[65]
- Olivetti ET 112 (1985)
- Olivetti ET 115 (1983), maggiore memoria
- Olivetti ET 116 (1985)
- Olivetti ET 121 (1980), progettata da Filippo Demonte e Gianluigi Ponzano, disegnata da Mario Bellini
- Olivetti ET 201 (1979), con un piccolo display, progettata da Filippo Demonte e Gianluigi Ponzano, disegnata da Mario Bellini
- Olivetti ET 221 (1979), con un piccolo display
- Olivetti ET 225 (1982)
- Olivetti ET 231 (1980)
- Olivetti ET 351 (1980), macchina di passaggio fra le macchine per scrivere e i sistemi di scrittura; nel 1981 esce inoltre una nuova versione della macchina
- Olivetti ET 1250 /1250 MD (199X)
- Olivetti ET 2200/ 300/ 400/ 500 (1988), professionali, disegnate da Mario Bellini[65]
- Olivetti ET 2250 / 2250MD (1991)
- Olivetti ET 2300 (1988)
- Olivetti ET 2400 (1988)
- Olivetti ET 2450 (1991)
- Olivetti ET 2500 (1988)
- Olivetti PT 505 (1989)
- Olivetti Praxis 20 (1983), portatile, disegnata da Mario Bellini[65]
- Olivetti Praxis 30 (1980), portatile
- Olivetti Praxis 35 (1980)[76] portatile, disegnata da Mario Bellini e Sandro Pasqui; XII Premio Compasso d'Oro ADI (1981)[65]
- Olivetti Praxis 40 (1981), portatile
- Olivetti Praxis 41 (1982), portatile
- Olivetti Praxis 45D (1982)
- Olivetti Praxis 100 (1988), con margherita e display, disegnata da Mario Bellini e Alessandro Chiarato[65]
- Olivetti Praxis 200 (1990), portatile
- Olivetti ET Compact 60
- Olivetti ET Compact 65 (1988)
- Olivetti ET Compact 66 (1988)
- Olivetti ET Compact 70 (1986)
- Olivetti ET Personal 50 (1984), portatile, disegnata da Mario Bellini[65]
- Olivetti ET Personal 55 (1987)[76] portatile, disegnata da Alessandro Chiarato e Mario Bellini[65]
- Olivetti ET Personal 56 (1989), portatile, disegnata da Alessandro Chiarato e Mario Bellini[65]
- Olivetti ET Personal 510 / ETP 510 plus (199X)
- Olivetti ET Personal 540 (1991)

#### Videoscrittura
- Olivetti Editor S14 (1972), Word processor Editor 4 - con CPU P101. Primo sistema di scrittura Olivetti.
- Olivetti Editor S24 (1974), si basa sulla tecnologia della S14
- Olivetti ETV 240 (1985), disegnata da Mario Bellini[65]

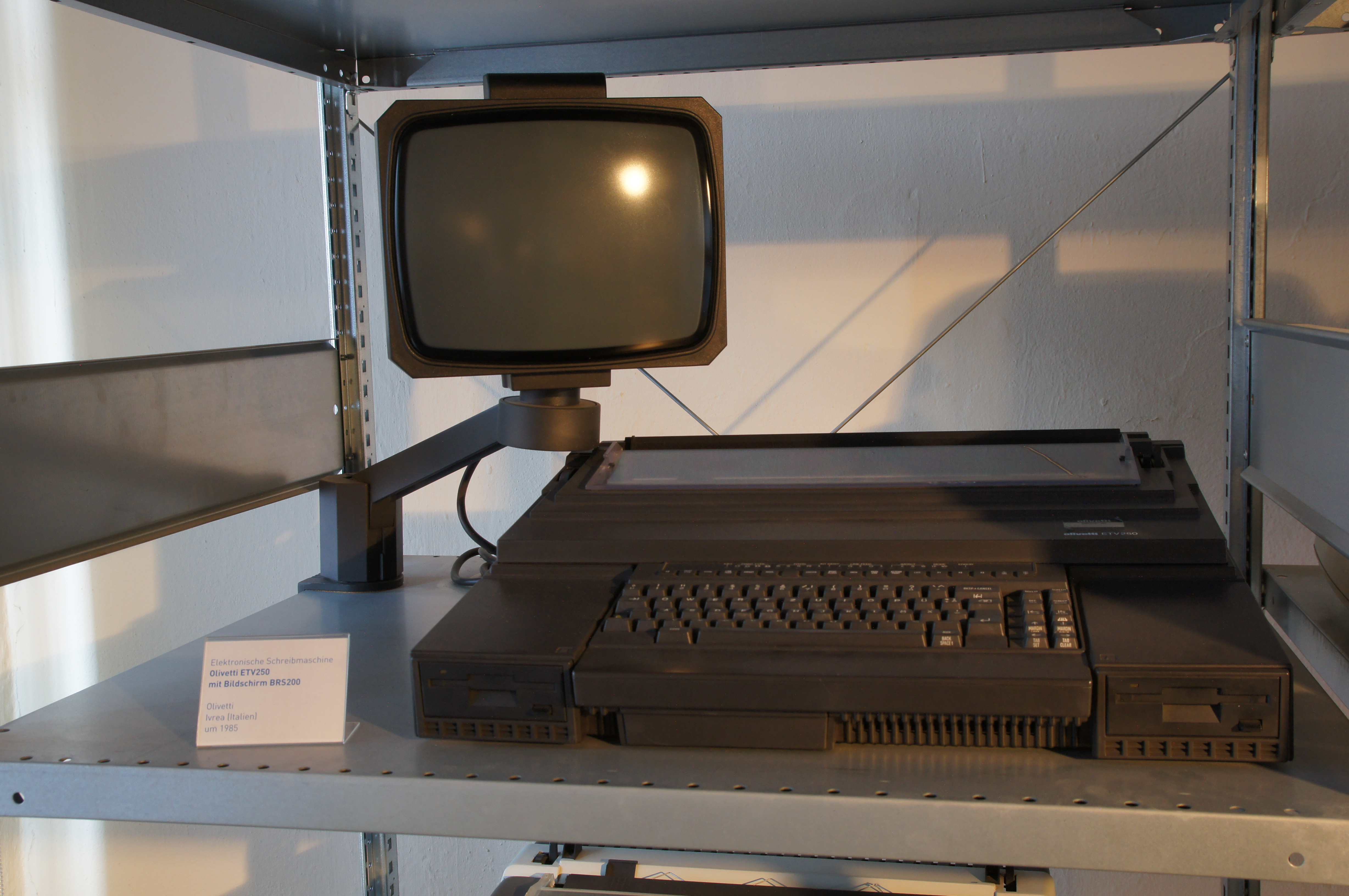
Macchina per videoscrittura ETV (Electronic Typing Video) 250 del 1985

- Olivetti ETV 250 (1985)
- Olivetti ETV 260
- Olivetti ETV 300 (1983)
- Olivetti ETV 350
- Olivetti ETV 500
- Olivetti ETV 2700
- Olivetti ETV 2900
- Olivetti ETV 4000
- Olivetti CWP1

### Telescriventi (telex)

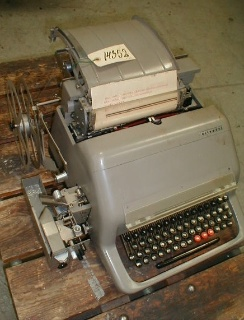
Telescrivente T2-CA

Olivetti iniziò a produrre telescriventi per fornire gli uffici postali con strumentazione moderna per inviare e ricevere telegrammi. I primi modelli stampavano su un nastro di carta, che veniva tagliato e ricomposto per assumere la forma di foglio. 
Le TE 300 furono anche utilizzate dalle Ferrovie francesi (SNCF).
Negli anni ottanta, in un'area ad accesso riservato, negli stabilimenti Olivetti di Scarmagno erano prodotte telescriventi destinate alla Nato.
Il servizio telex pubblico italiano fu chiuso nel 2002.
- Olivetti T1 (1938–1948) Disponibili due modelli: trasmittente/ricevente o unicamente ricevente..
- Olivetti T2 (1948–1968)
- Olivetti Te300 (1968–1975)
- Olivetti Te400 (1975–1991)
- Olivetti Te550 (1982) Interamente elettronica e con video

### Stampanti
- Olivetti PR 1230 (1975)
- Olivetti PR 1370 (1978) – stampante fotografica a colori
- Olivetti PR 2830 (1978)
- Olivetti PR 2300 (JP 101) (1981)
- Olivetti DM580 и DM590 (1985) – stampante ad aghi
- Olivetti DM100 (1985)
- Olivetti DM 200 (1985)
- Olivetti DM290 (1986)
- Olivetti DM296 (1986)
- Olivetti DM600 (1986)
- Olivetti DY450 (1986)
- Olivetti DM400 (1986)
- Olivetti DM424S (1986)
- Olivetti PR 40 (1986)
- Olivetti DM600S (1988) – stampante ad aghi
- Olivetti PR2845 (198X)
- Olivetti PR1480 (198X)
- Olivetti PR15 (198X)
- Olivetti PR17 (198X)
- Olivetti JP 150 e Olivetti JP 350 (1990) – le prime stampanti Olivetti a getto d’inchiostro
- Olivetti PG 304 (1993) – stampante laser disegnata da Michele De Lucchi, Alessandro Chiarato ed Augustus de Vree
- Olivetti JP 270 (1993 ca.) – stampante a getto d'inchiostro disegnata da Michele De Lucchi ed Alessandro Chiarato
- Olivetti JP 250 (1993) – stampante bubble inkjet, a 50 ugelli per stampa monocromatica, la prima stampante Olivetti che adotta anche testine di stampa ricaricabili
- Olivetti JP 452 (1993) – stampante a getto d'inchiostro disegnata d Michele De Lucchi e Simon Morgan
- Olivetti PR 60 (1994) – stampante ad aghi bancaria, disegnata da Michele De Lucchi ed Alessandro Chiarato
- Olivetti DM109 и DM119 (1994) – disegnata da Michele De Lucchi ed Alessandro Chiarato
- Olivetti JP 50 (1994) – la prima stampante B/N portatile Olivetti, disegnata da Michele De Lucchi
- Olivetti JP 450 (1994) – disegnata da Michele De Lucchi
- Olivetti JP 450 C (1994) – la prima stampante a getto d'inchiostro a colori Olivetti
- Olivetti JP 450 SP
- Olivetti PR 2 (1995) – stampante bancaria disegnata da Michele De Lucchi e Johannes Kiessler; SMAU Industrial Design Award (1996)
- Olivetti PR 4 (1996) – stampante retail disegnata da Michele De Lucchi e Johannes Kiessler
- Olivetti JP 90 (1996) – la prima stampante portatile a colori Olivetti
- Olivetti JP 170 (1996) – disegnata da Michele De Lucchi; IF Award for good Industrial Design (Germania, 1996)
- Olivetti JP 790 (1996) – stampante a getto d'inchiostro B/N e a colori disegnata da Michele De Lucchi e Johannes Kiessler
- Olivetti JP 883 (1998) – stampante fotografica disegnata da Michele De Lucchi e Masahiko Kubo
- Olivetti PR 6 (1998) – stampante ad aghi per banche ed uffici postali disegnata da Michele De Lucchi e Johannes Kiessler
- Olivetti Artjet10 (1998) – stampante inkjet disegnata da Michele De Lucchi e Masahiko Kubo, premio “Compasso D'Oro“ (2001), al MoMA di New York
- Olivetti Artjet20 (1998) – stampante inkjet disegnata da Michele De Lucchi e Masahiko Kubo, al MoMA di New York
- StudioJet 300 (1999) – uno dei primi fax inkjet multifunzione su scala mondiale (stampante, scanner e fotocopiatrice)
- JetLab 600 (2000) – fax multifunzione inkjet (funge da facsimile, stampante, scanner e copiatrice), disegnata da Michele De Lucchi e Masahiko Kubo, IF product design award (CeBIT Hannover) (2001)
- Olivetti Artjet12 (2000)
- Olivetti Copia 9017 (2000)
- Olivetti Artjet22 (2001)
- Copy Lab 200 (2001) – stampante multifunzione disegnata da Michele De Lucchi e Masahiko Kubo
- Olivetti DM95
- Olivetti DM96
- Olivetti DM105
- Olivetti DM124
- Olivetti DM124L
- Olivetti DM250
- Olivetti DM280
- Olivetti DM282
- Olivetti DM285
- Olivetti DM292
- Olivetti DM295
- Olivetti DM309
- Olivetti DM324L
- Olivetti DM324S
- Olivetti DM624
- Olivetti PR2E
- Olivetti PR19
- Olivetti PR1350
- PR2Plus и PR2Plus MB-2 (con scanner) – stampante bancaria
- Olivetti PR4 SR и PR4 SL – stampanti ad aghi per banche ed uffici postali
- Olivetti My Way, My Way Plus (2005) – stampante fotografica
- Olivetti Any_Way (2005) – stampante multifunzione a getto d'inchiostro
- d-Color MF 2500 (2007)
- d-Copia 6500 MF (2011)
- d-Copia 1801MF, 2201MF (2014) – stampanti multifunzione A3 B/N professionali
- d-Copia 2201 MF Plus
- d-Copia 1801MFPlus
- d-Copia 3014MF и 3013MF Plus (2014)
- d-Color P3100 (2014)
- d-Color MF3100 (2014)
- d-Color MF254 (2015)
- d-Color MF304 (2015)
- d-Color MF364 (2015)
- Olivetti 3D-S2 (2015) – la prima stampante 3D italiana
- Olivetti 3d desk (2016) – stampante 3D per università, scuole e studi professionali
- PG L2535, 2540 и 2540Plus (2016) – stampanti digitali B/N
- PG L2550
- PG L2555 (2016)
- d-Color MF223 и MF283 (2016) – stampanti multifunzione A3 colore professionali
- d-Copia 5000MF (2016)
- d-Copia 6000MF (2016)
- d-Color MF454, MF554 и MF654 (2016) – stampanti multifunzione A3 colore professionali
- PG L2540 и PG L2540plus
- PG L2545 (2017)
- d-Color P2230 – stampante digitale colore
- d-Color MF2624 и MF2624Plus (2017) – stampanti multifunzione A4 colore professionali
- d-Color P2226 (2017) и d-Color P2226plus (2017) – stampanti digitale colore
- d-Color MF2553 (2017)
- d-Copia 255MF (2017) – stampante multifunzione A3 B/N professionale
- d-Copia 3201MF и 4001MF (2017) – stampanti multifunzione A3 B/N professionali
- d-Copia 5001MF и 6001MF – stampanti multifunzione A3 B/N professionali
- d-Copia 3524MF, 3524MFplus, 4023MF, 4024MF и 4024MFplus (2017) – stampanti multifunzione A4 B/N professionali
- d-Color MF3253 (2017)
- PG L2645, L2650 и L2655 – stampanti digitali B/N
- d-Copia 7001MF и 8001MF (2017) – stampanti multifunzione A3 B/N professionali
- d-Color MF3301 (2018)
- d-Color MF3801 (2018)
- d-Copia 4513MFplus, 4514MF Plus, 5514MF и 6014MF (2018) – stampanti multifunzione A4 B/N professionali
- d-Copia 4513MF, 4514MF и 4514MFplus (2018) – stampanti multifunzione A4 B/N professionali
- d-Color MF3023 и MF3024 – stampanti multifunzione A4 colore professionali
- d-Color MF 3302 (2019) – stampanti multifunzione A4 colore professionali
- d-Color MF 3303 и MF 4003 (2019) – stampanti multifunzione A4 colore professionali
- d-Color MF259, MF309 и MF369 (2019) – stampanti multifunzione A3 colore professionali
- d-Color MF2554 и MF3254 – stampanti multifunzione A3 colore professionali
- d-Color MF459, MF559 и MF659 – stampanti multifunzione A3 colore professionali
- d-Color MF759 () – stampante multifunzione A3 colore professionale
- d-Color P3302 (2019) – stampante digitale colore

### Fax
- TLM 320, TLM 332 (1982) – sono tra i primi fax, con stampa su carta termosensibile, presentati da un’azienda italiana; in collaborazione con Sharp
- OFX 341 (1987) – modello professionale con stampa su carta termosensibile, abbinato (non ancora pienamente integrato) con un apparecchio telefonico e una segreteria telefonica
- TLM 710 (1987) – frutto della collaborazione commerciale con Canon, è destinato ad ambienti di segreteria con esigenza di trasmissione o ricezione di piccoli documenti ed ha peso e dimensioni molto contenute
- TLM 810 (1987) – frutto della collaborazione commerciale con Canon, ha un’agenda telefonica che memorizza fino a 66 numeri e può trasmettere fax in differita all'ora programmata.
- TLM 910 (1987) – frutto della Olivetti Canon Industriale, ha una memoria di 2 MByte, può registrare fino a 125 documenti in formato A4, che si possono inviare fino a 133 diversi utenti; può trasmettere in differita, stampa su carta termosensibile.
- TLM 720 (1989) – frutto della Olivetti Canon Industriale, sostituisce il modello TLM 710, il suo design elegante ricorda quello delle macchine da scrivere elettroniche, destinato ad ambienti professionali e piccole segreterie
- OFX 530 (1990) – prodotto della Olivetti Sanyo Industriale, stampa su carta termosensibile
- OXF 230, OFX 330, OFX 330 AC (1991) – stampa su carta termosensibile, frutto della collaborazione con Matsui
- OFX 300 (1991) – stampa su carta termosensibile, modello economico rivolto al mercato delle piccole imprese, può essere collegato con una segreteria telefonica
- OFX 420 (1991) – frutto della collaborazione industriale e commerciale con Sanyo, design di George Sowden e Simon Morgan, Premio Compasso d'Oro (1991)
- OFX 430 (1991) – frutto della collaborazione con Sanyo, stampa su carta termosensibile, facsimile di classe medio-bassa, può memorizzare fino a 15 pagine A4, produrre più copie di un originale, ha una casella di memoria per ricezione di documenti riservati
- OFX 530 (1991) – frutto della collaborazione con Sanyo
- OFX 100 (1992) – con stampa su carta termosensibile, con piccole dimensioni, può essere considerato un “personal fax”
- OFX 200 (1994) – con stampa su carta termosensibile, integrato con telefono e segreteria telefonica; per piccole imprese, utenti privati e studi commerciali
- OFX 2100, OFX 3100 (1993) – i primi fax a carta comune che utilizzano la tecnologia di stampa ink-jet lanciati sul mercato da un'azienda europea; sviluppati interamente in Olivetti. Il modello 3100 è stato disegnato da George Sowden.
- OFX LinkFax 3100/2100 (1994) – possono essere collegati al PC grazie ad uno software speciale sviluppato dalla Olivetti
- OFX 1001 (1994) – disegnato da Michele De Lucchi, grafica di Augustus De Vree
- OFX 1000 (1995) – disegnato da Michele De Lucchi, grafica di Augustus De Vree
- OFX 1100 (1995) – un'evoluzione dell’OFX 1000, buona qualità della stampa inkjet in bianco/nero e colori, design morbido di Michele De Lucchi, con buon successo di mercato. Esiste anche in versione “Linkfax”
- OFX 1200
- OFX 500 (1997) – disegnato da Michele De Lucchi e Masahiko Kubo
- OFX 502
- OFX 560 и OFX 540 (1999) – disegnato da Michele De Lucchi e Masahiko Kubo
- OFX 3000 (2000) – multifunzione disegnato da Michele De Lucchi e Masahiko Kubo
- OFX 520P (2000) – disegnato da Michele De Lucchi, un'evoluzione dell'OFX 500, può essere utilizzato anche come piccola fotocopiatrice
- OFX 570 (2001) – disegnato da Michele De Lucchi e Masahiko Kubo
- FaxLab 300/350 (2001) – frutto della collaborazione con la Philips, in due versioni una delle quali con il marchio Olivetti
- FaxLab 310 SMS и FaxLab 360 SMS (2001) – mandano e ricevono SMS, modello 360 con segretaria telefonica
- OFX 650
- Fax Lab 250
- Fax-Lab 450 (2003) – disegnato da Michele De Lucchi
- Fax-Lab 100 (2004) – disegnato da Masahiko Kubo
- Fax-Lab 95 (2005) – disegnato da Masahiko Kubo
- Fax-Lab 105 e Fax-Lab 125 (2006) – disegnati da Masahiko Kubo[93]

## Società controllate
Le principali aziende controllate da Olivetti (al 2025):
- TI Trust Technologies, che si occupa di gestire risorse e infrastrutture del Gruppo Tim per lo sviluppo e l’integrazione delle soluzioni di identità e validazione digitale delle persone e delle cose
- Mindicity, una piattaforma in grado utile ad ottenere una visione d’insieme del “sistema città” attraverso un sistema avanzato di indici ed indicatori con supporto decisionale, predittivo e simulativo
- W.A.Y.,  un partner tecnologico per le aziende che ricercano soluzioni per la localizzazione satellitare avanzata
- Seco, quotata sul Mercato Telematico Azionario di Borsa Italiana (segmento STAR), opera nel mercato dell'alta tecnologia, progettando, sviluppando e producendo soluzioni tecnologiche proprietarie per clienti industriali

Altre aziende del gruppo sono state:
- O.I.S. S.p.A., azienda specializzata in sistemi e servizi di tecnologia dell'informazione
- Lottomatica S.p.A. (partecipazione di minoranza), società di scommesse e di giochi online
- Olivetti Lexikon S.p.A., indirizzata al mercato di prodotti per la gestione di uffici e documenti
- Olivetti Multiservices S.p.A. (Oms), rivolta al mercato servizi immobiliari e altri servizi ad essi collegati
- Tecnost S.p.A. - 73%, holding company
  - Telecom Italia S.p.A. - 55%, servizi di telecomunicazioni
  - Tecnost Sistemi S.p.A., specializzata in sistemi di tecnologia dell'informazione
- Telemedia Applicazioni S.p.A. (TeleAp), specializzata in sviluppo di centri di call center e reti telefoniche
- Webegg S.p.A. - 50%, joint venture tra Olivetti e Finsiel, specializzata in sviluppo di internet nella comunicazione aziendale e in servizi di consulenza di rete (network consulting)

- Omnitel Pronto Italia S.p.A., società di telecomunicazioni fondata nel 1994, poi ceduta nel 2001 a Vodafone
- Infostrada S.p.A., operatore di rete fissa fondato nel 1996, poi ceduto nel 1999 a Wind
- Olivetti Synthesis, fondata nel 1939 e attiva nel settore arredamento, ceduta nel 1997
- Underwood Typewriter Company, acquistata nel 1959 e attiva negli Stati Uniti d'America
- Società Anonima Invicta, azienda produttrice di macchine per scrivere inglobata da Olivetti nel 1938
- Mael computer S.p.A. (ex INSEL), società acquisita nel 1982 da Olivetti
- Redgate Olivetti Communications S.p.A. (Roc), joint venture tra Olivetti e la statunitense America on Line (AOL)
- Siab, joint venture industriale tra Olivetti e Bull per la progettazione e produzione di sistemi self service bancari

## Preservazione
La documentazione prodotta dalla Olivetti spa è conservata presso l'Associazione Archivio Storico Olivetti di Ivrea. Il fondo Adriano Olivetti, in particolare, contiene la documentazione prodotta dall'imprenditore nel corso della propria vita e durante il periodo di attività nell'azienda di famiglia (estremi cronologici: 1925-1960) di proprietà degli eredi.
La Fondazione Adriano Olivetti è stata costituita, sempre a Ivrea, nel 1962 con lo scopo di tutelare e promuovere la figura di Adriano Olivetti e il suo pensiero e conserva il patrimonio documentale relativo alle personalità imprenditoriali della famiglia Olivetti, e in particolare le carte private e gli archivi di Adriano Olivetti, di Camillo e di Roberto Olivetti.
Il Laboratorio-Museo Tecnologicamente di Ivrea è dedicato principalmente alle macchine da scrittura e da calcolo storiche dell'Olivetti.